# Enceladus (satelit)
Enceladus este al șaselea cel mai mare satelit al lui Saturn (al 19-lea ca mărime din Sistemul Solar). Are aproximativ 500 de kilometri în diametru, aproximativ o zecime din cel al celui mai mare satelit al lui Saturn, Titan. Enceladus este în mare parte acoperit de gheață proaspătă și curată, ceea ce îl face unul dintre cele mai reflectorizante corpuri ale Sistemului Solar. În consecință, temperatura suprafeței sale la amiază atinge doar -198 °C (75,1 K; -324,4 °F), mult mai rece decât ar fi un corp care absoarbe lumina. În ciuda dimensiunilor sale mici, Enceladus are o gamă largă de forme de relief, variind de la regiuni vechi, puternic craterizate, până la reliefuri tinere, deformate tectonic.
Enceladus a fost descoperit pe 28 august 1789 de William Herschel, dar se știa puțin despre el până când cele două sonde spațiale Voyager, Voyager 1 și Voyager 2, au zburat pe lângă Saturn în 1980 și 1981. În 2005, sonda spațială Cassini a început mai multe zboruri apropiate pe lângă Enceladus, dezvăluindu-i suprafața și mediul în detaliu. În special, Cassini a descoperit pene bogate în apă care se găsesc din regiunea polară de sud.Criovulcanii din apropierea polului sud aruncă în spațiu jeturi, asemănătoare gheizerelor, de vapori de apă, hidrogen molecular, alte substanțe volatile și materiale solide, inclusiv cristale de clorură de sodiu și particule de gheață, în total aproximativ 200 de kilograme pe secundă. Au fost identificate peste 100 de gheizere. O parte din vaporii de apă cad înapoi sub formă de „zăpadă”; restul scapă și furnizează cea mai mare parte a materialului care formează Inelul E al lui Saturn. Potrivit oamenilor de știință de la NASA, penele sunt similare în compoziție cu cometele. În 2014, NASA a raportat că Cassini a găsit dovezi pentru un mare ocean subteran de apă lichidă, cu o grosime de aproximativ 10 km. Existența oceanului subteran al lui Enceladus a fost de atunci modelată și replicată matematic.
Aceste observații ale gheizerelor, împreună cu descoperirea scăpării căldurii interne și a foarte puținelor (dacă există) cratere în regiunea polară de sud, arată că Enceladus este în prezent activ din punct de vedere geologic. La fel ca mulți alți sateliți din sistemele extinse ale planetelor gigantice, Enceladus este prins într-o rezonanță orbitală. Rezonanța sa cu Dione îi crește excentricitatea orbitală, care este amortizată de forțele mareice, încălzindu-i interiorul și conducând activitatea geologică.
Cassini a efectuat o analiză chimică a penelor lui Enceladus, găsind dovezi pentru activitatea hidrotermală,  posibil conducând la chimie complexă. Cercetările în curs de desfășurare asupra datelor Cassini sugerează că mediul hidrotermal al lui Enceladus ar putea fi locuibil pentru unele dintre microorganismele din izvoarele hidrotermale ale Pământului și că metanul găsit în pene ar putea fi produs de astfel de organisme.

## Istorie

### Descoperire
Enceladus a fost descoperit de William Herschel pe 28 august 1789, în timpul primei utilizări a noului său telescop de 1,2 m de 40 de picioare, pe atunci cel mai mare din lume, la Observatory House din Slough, Anglia. Magnitudinea sa aparentă slabă (HV = +11,7) și apropierea sa de Saturn și inelele lui Saturn, mult mai strălucitoare, îl fac pe Enceladus dificil de observat de pe Pământ cu telescoape mai mici. La fel ca mulți sateliți ai lui Saturn descoperiți înainte de era spațială, Enceladus a fost observat pentru prima dată în timpul unui echinocțiu saturnian, când Pământul se află în planul inelului. În astfel de momente, reducerea strălucirii de la inele face sateliții mai ușor de observat. Înainte de misiunile Voyager, vederea lui Enceladus sa îmbunătățit puțin față de punctul observat pentru prima dată de Herschel. Au fost cunoscute doar caracteristicile sale orbitale, cu estimări ale masei, densității și albedo-ului.

### Numire
Enceladus este numit după gigantul Enceladus din mitologia greacă. Numele, la fel ca numele fiecăruia dintre primii șapte sateliți ai lui Saturn care au fost descoperiți, a fost sugerat de fiul lui William Herschel, John Herschel, în publicația sa din 1847 Results of Astronomical Observations made at Cape of Good Hope. El a ales aceste nume pentru că Saturn, cunoscut în mitologia greacă ca Cronos, era liderul Titanilor.
Formele de relief de pe Enceladus sunt numite de Uniunea Astronomică Internațională (IAU) după personaje și locuri din traducerea lui Burton a cărții O mie și una de nopți. Craterele sunt numite după personaje, în timp ce alte tipuri de forme de relief, cum ar fi fossae (depresiuni lungi și înguste), dorsa (culmi), planitiae (câmpii), sulci (șanțuri paralele lungi) și rupes (râpe) sunt numite după locuri. IAU a numit oficial 85 de forme de relief pe Enceladus, cel mai recent Samaria Rupes, numită anterior Samaria Fossa.

## Orbită și rotație

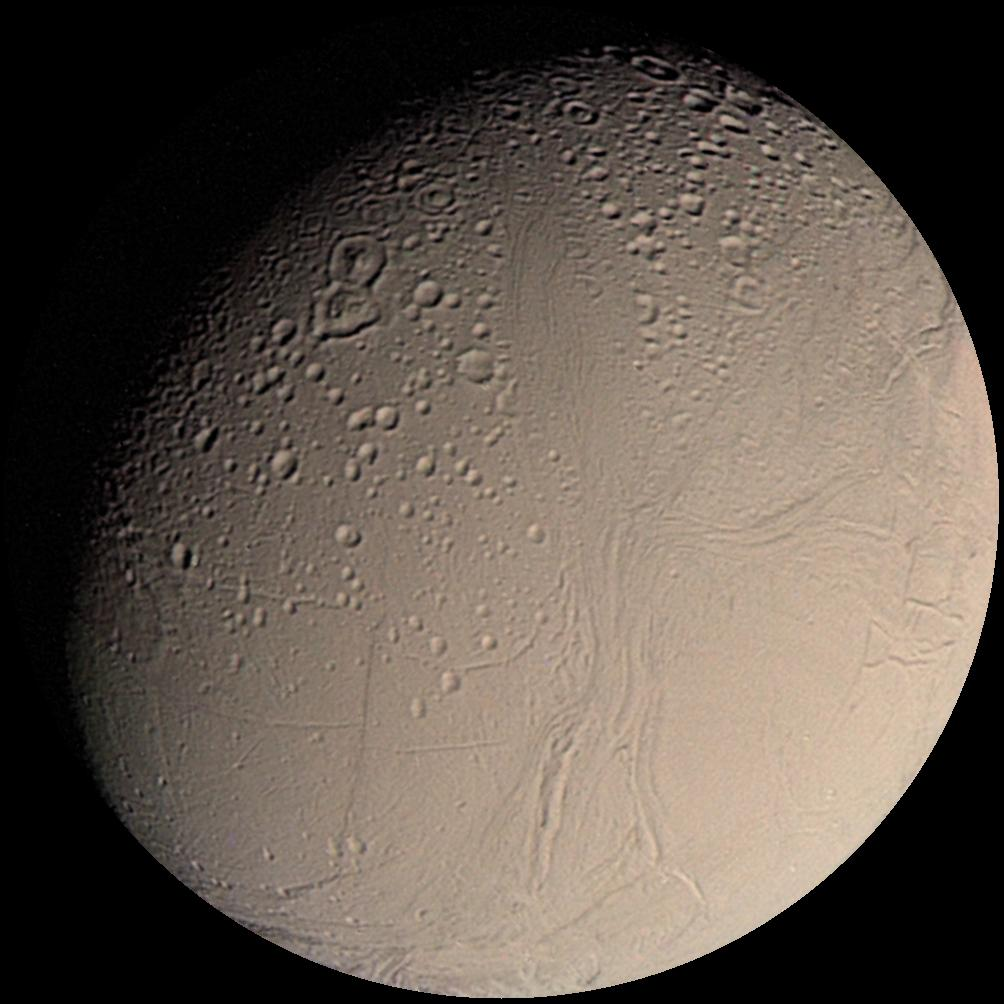
Vedere Voyager 2 a lui Enceladus în 1981: canalele verticale Samarkand Sulci (centru jos); Craterele Ali Baba și Aladdin (stânga sus)

Enceladus este unul dintre principalii sateliți interiori ai lui Saturn împreună cu Dione, Tethys și Mimas. Orbitează la 238.000 km (147.886 mi) de centrul lui Saturn și la 180.000 km (111.847 mi) de vârful norilor, între orbitele lui Mimas și Tethys. Îl orbitează pe Saturn la fiecare 32,9 ore, suficient de rapid pentru ca mișcarea sa să fie observată într-o singură noapte de observație. Enceladus se află în prezent într-o rezonanță orbitală de 2:1 cu Dione, completând două orbite în jurul lui Saturn pentru fiecare orbită finalizată de Dione. Această rezonanță menține excentricitatea orbitală a lui Enceladus (0,0047), care este cunoscută sub numele de excentricitate forțată. Această excentricitate nenulă are ca rezultat deformarea mareică a lui Enceladus. Căldura disipată rezultată din această deformare este principala sursă de încălzire pentru activitatea geologică a lui Enceladus. Enceladus orbitează în partea cea mai densă a inelului E al lui Saturn, cel mai exterior dintre inelele sale majore și este principala sursă a compoziției materiale a inelului.

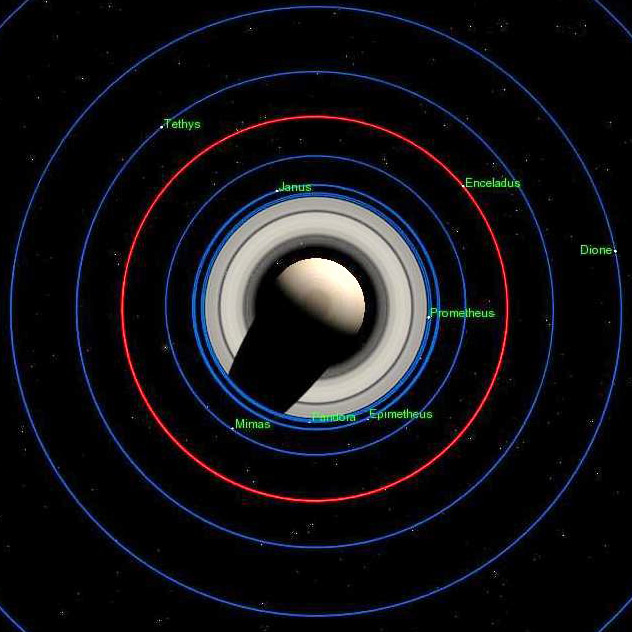
Orbita lui Enceladus (roșu) – vedere de peste polul nord al lui Saturn

La fel ca majoritatea sateliților mari ai lui Saturn, Enceladus se rotește sincron cu perioada sa orbitală, păstrând aceași față îndreptată spre Saturn. Spre deosebire de Luna Pământului, Enceladus nu pare să libreze mai mult de 1,5° în jurul axei sale de rotație. Cu toate acestea, analiza formei lui Enceladus sugerează că, la un moment dat, acesta a fost într-o librație secundară rotație-orbită forțată de 1:4. Această librație i-ar fi putut oferi lui Enceladus o sursă suplimentară de căldură.  

### Sursa inelului E

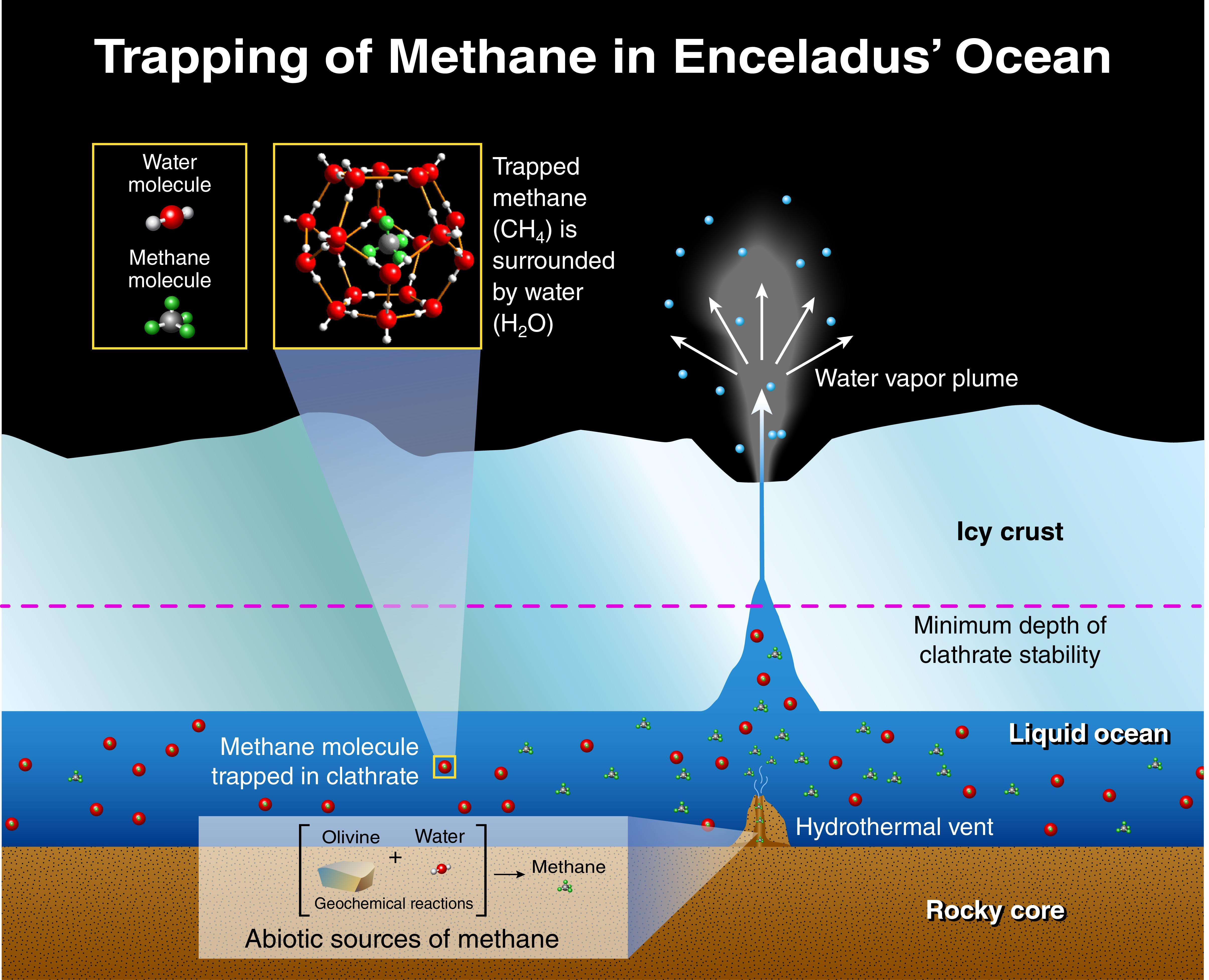
Posibile origini ale metanului găsite în pene

Penele de pe Enceladus, care sunt similare în compoziție cu cometele, s-au dovedit a fi sursa materialului din inelul E al lui Saturn. Inelul E este cel mai larg și cel mai exterior inel al lui Saturn (cu excepția inelului Phoebe rarefiat). Este un disc extrem de larg, dar difuz, de material microscopic de gheață sau praf, distribuit între orbitele lui Mimas și Titan.
Modelele matematice arată că inelul E este instabil, cu o durată de viață între 10.000 și 1.000.000 de ani; prin urmare, particulele care îl compun trebuie reintroduse în mod constant. Enceladus orbitează în interiorul inelului, la punctul cel mai îngust, dar cel mai dens din inel. În anii 1980, unii bănuiau că Enceladus este principala sursă de particule pentru inel. Această ipoteză a fost confirmată de primele două zboruri apropiate ale lui Cassini în 2005.
CDA „a detectat o creștere mare a numărului de particule în apropierea lui Enceladus”, confirmând că Enceladus este sursa principală pentru inelul E. Analiza datelor CDA și INMS sugerează că norul de gaz prin care a zburat Cassini în timpul apropierii din iulie și observat de la distanță cu magnetometrul și UVIS, au fost de fapt pene criovulcanice bogate în apă, provenite din fisuri din apropierea polului sud.
Confirmarea vizuală a ventilației a venit în noiembrie 2005, când ISS a fotografiat jeturi de particule de gheață asemănătoare cu gheizere care se ridicau din regiunea polară de sud a lui Enceladus. (Deși pana a fost fotografiată înainte, în ianuarie și februarie 2005, studii suplimentare ale răspunsului camerei la unghiuri de fază înalte, când Soarele este aproape în spatele lui Enceladus, și compararea cu imagini echivalente cu unghi de fază înalt făcute cu alți sateliți Saturnieni, au fost făcute, necesare înainte ca acest lucru să poată fi confirmat.)

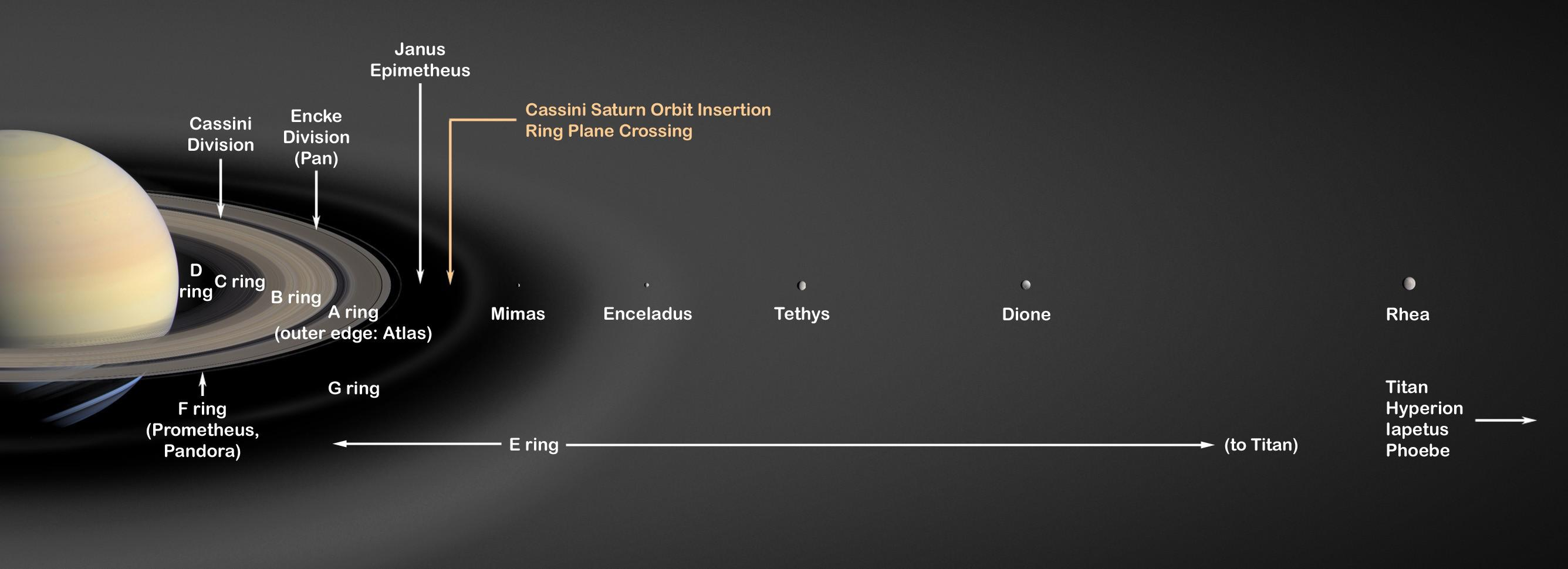
Vedere a orbitei lui Enceladus din lateral, arătându-l pe Enceladus în relație cu inelul E al lui Saturn

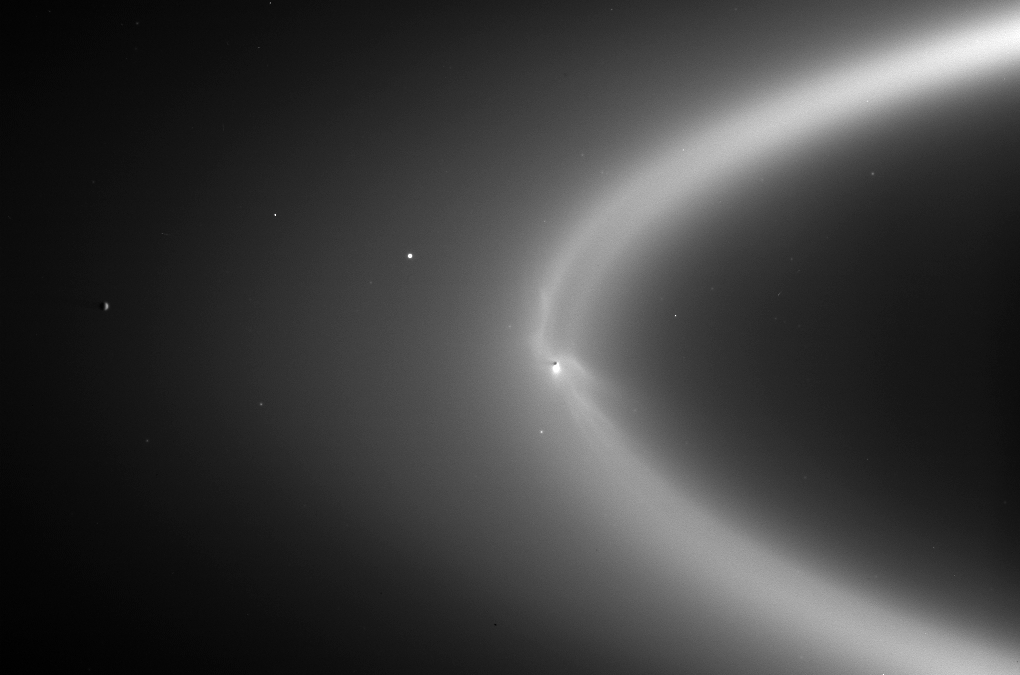
Enceladus orbitând în inelul E al lui Saturn
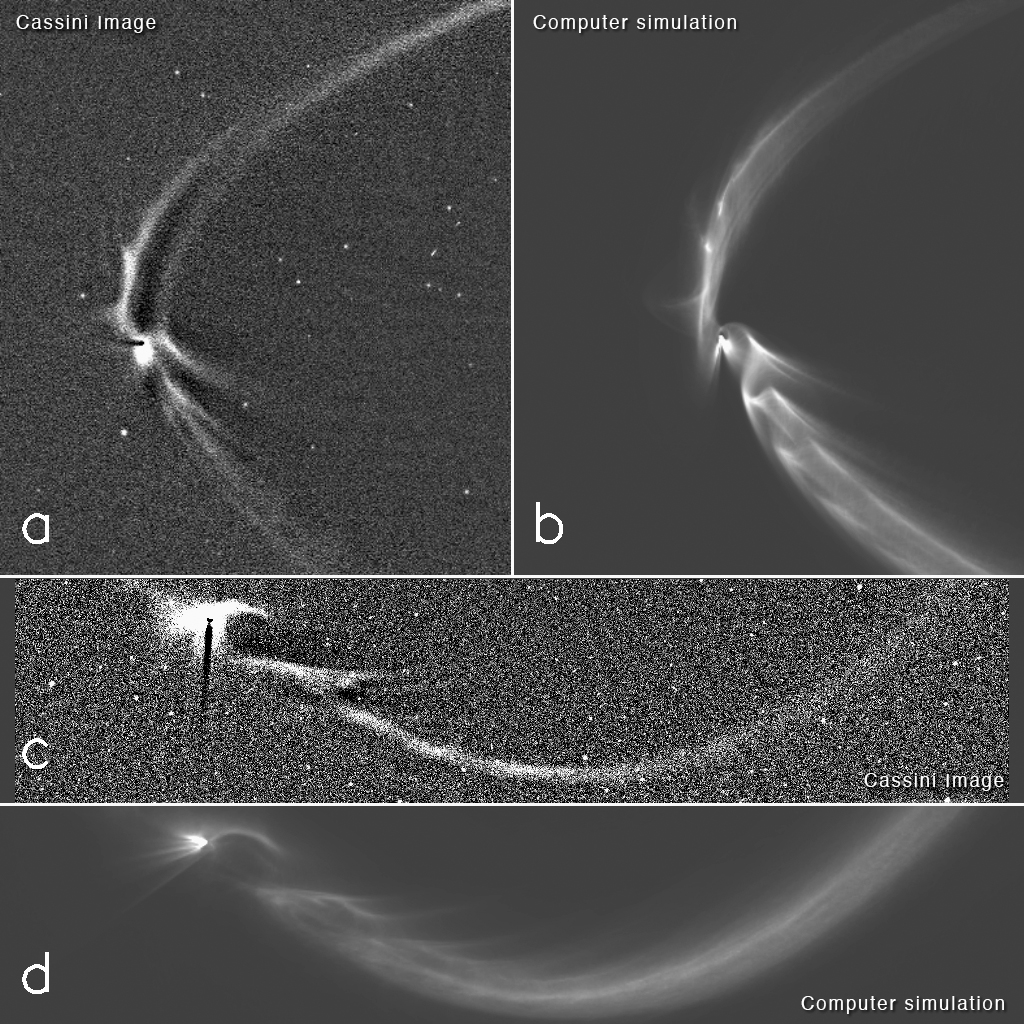
Aglomerările de la gheizerele lui Enceladus - comparația imaginilor ("a";"c") cu simulări de pe calculator
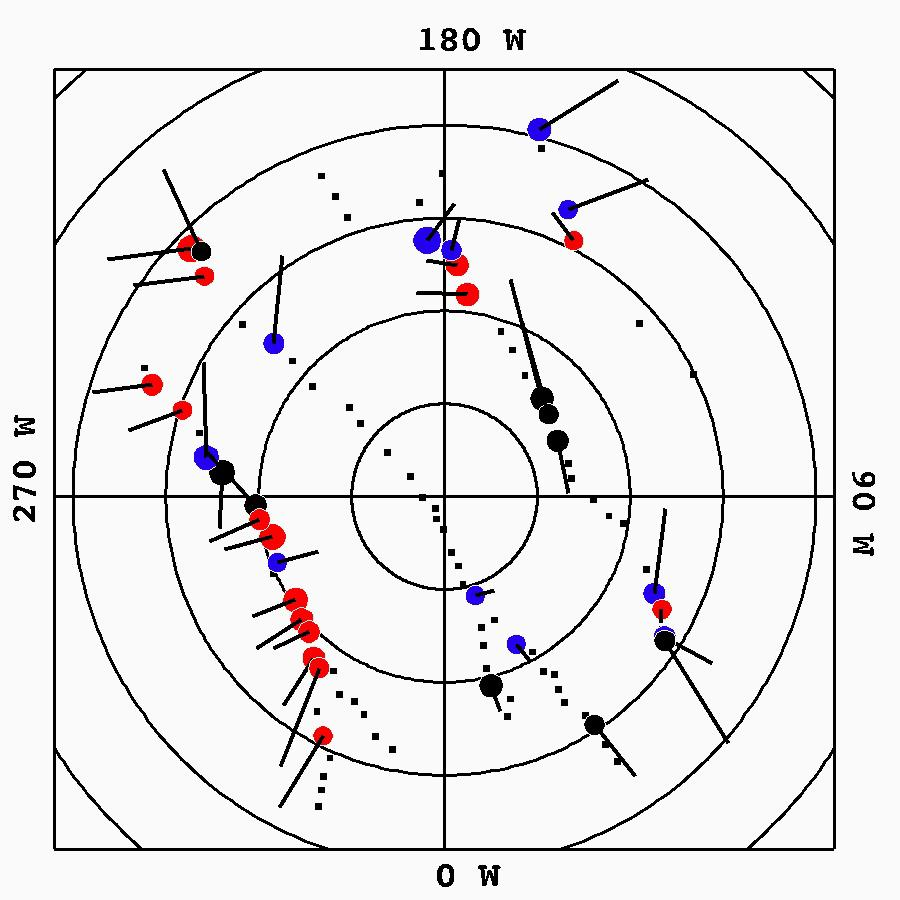
Regiunea polară de sud a lui Enceladus - locații ale celor mai active gheizere producătoare de aglomerații

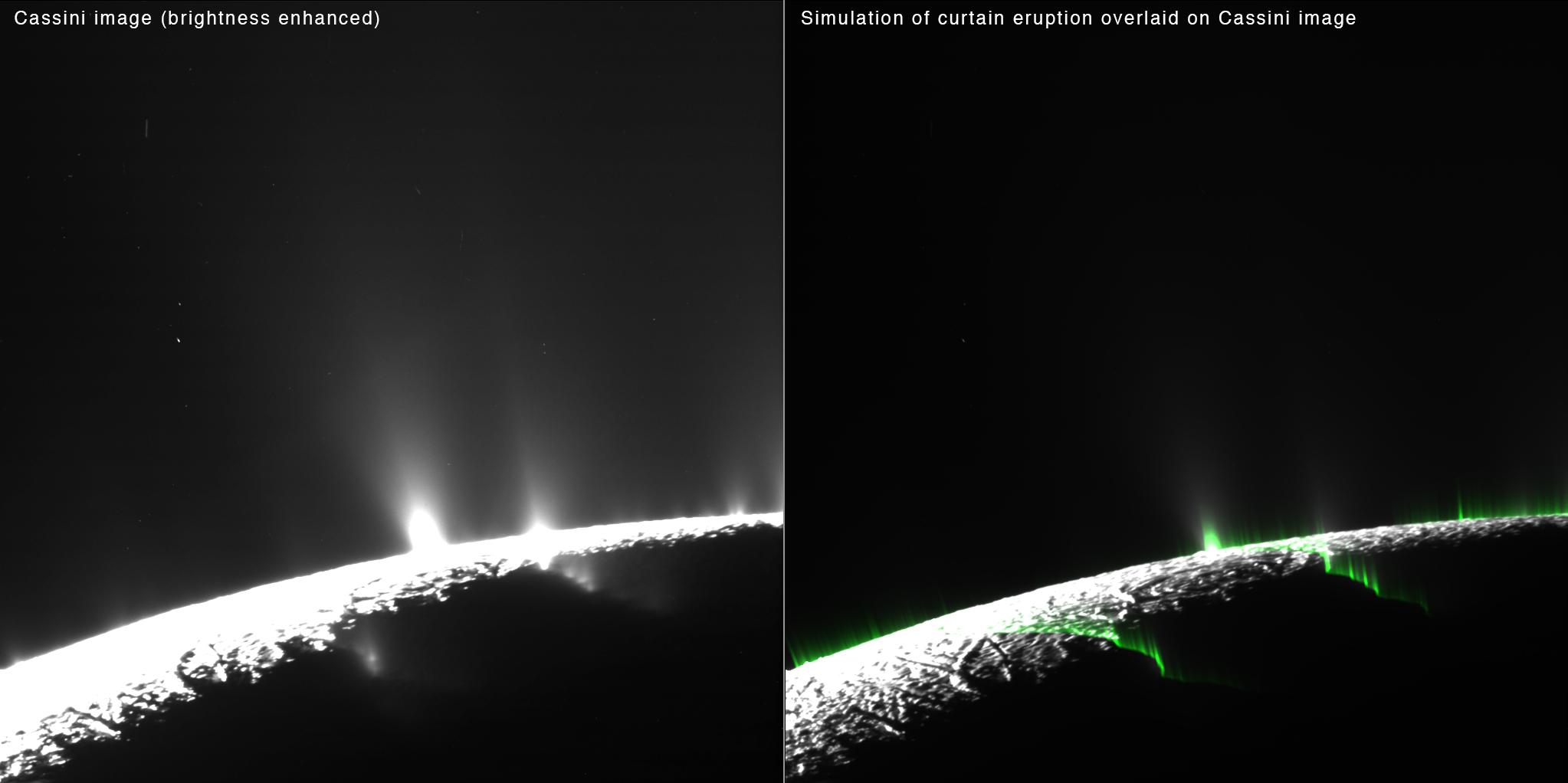
Erupțiile de pe Enceladus arată ca niște jeturi discrete, dar pot fi în schimb „erupții perdea”. (animație video)

## Geologie

### Forme de relief

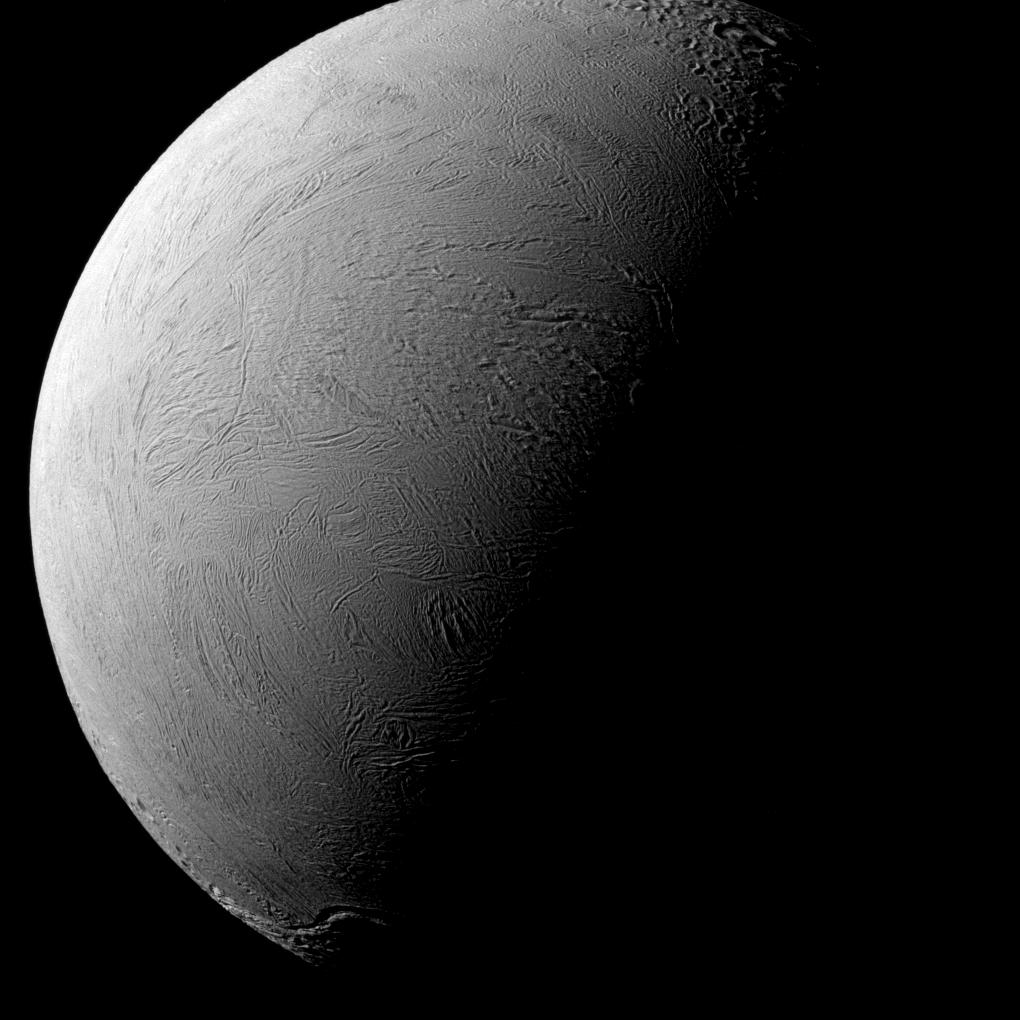
Enceladus – terminator înclinat – nordul este sus

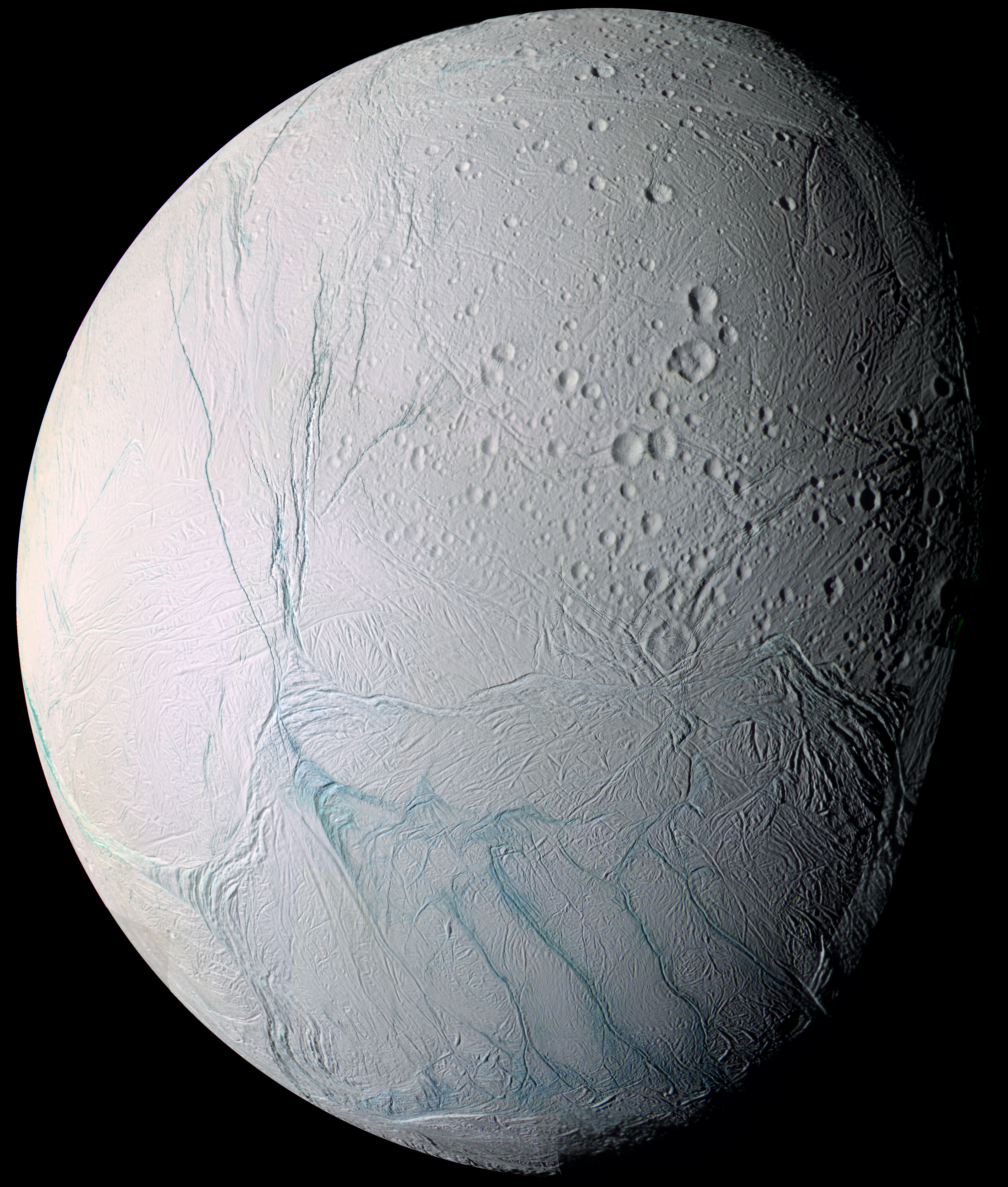
Vedere polară sudică a emisferei anti-Saturn, cu zone fracturate în albastru (culoare falsă)

Voyager 2 a fost prima sondă spațială care a observat în detaliu suprafața lui Enceladus, în august 1981. Examinarea imaginilor rezultate cu cea mai înaltă rezoluție a dezvăluit cel puțin cinci tipuri diferite de teren, inclusiv mai multe regiuni de teren cu cratere, regiuni de teren neted (tânar) și benzi de teren crestat mărginesc adesea zonele netede. În plus, au fost observate fisuri liniare extinse și escarpe. Având în vedere lipsa relativă de cratere de pe câmpiile netede, aceste regiuni au probabil mai puțin de câteva sute de milioane de ani. În consecință, Enceladus trebuie să fi fost activ recent cu „vulcanism de apă” sau alte procese care reînnoiesc suprafața. Gheața proaspătă, curată, care îi domină suprafața, îi conferă lui Enceladus cea mai reflectivă suprafață a oricărui corp din Sistemul Solar, cu un albedo geometric vizual de 1,38 și un albedo Bond bolometric de 0,81±0,04. Deoarece reflectă atât de multă lumină solară, suprafața sa atinge doar o temperatură medie la amiază de -198 °C (−324 °F), oarecum mai rece decât alți sateliți Saturnieni.
Observațiile efectuate în timpul a trei zboruri efectuate de Cassini pe 17 februarie, 9 martie și 14 iulie 2005 au dezvăluit forme de relief ale lui Enceladus cu mult mai multe detalii decât observațiile Voyager 2. Câmpiile netede, pe care Voyager 2 le observase, s-au transformat în regiuni relativ lipsite de cratere, pline cu numeroase culmi mici și scarpuri. Numeroase fracturi au fost găsite în terenul mai vechi, cu cratere, ceea ce sugerează că suprafața a fost supusă unei deformări extinsive de când s-au format craterele. Unele zone nu conțin cratere, indicând evenimente majore de refacere la suprafață în trecutul geologic recent. Există fisuri, câmpii, teren ondulat și alte deformări ale scoarței. Mai multe regiuni suplimentare de teren tânăr au fost descoperite în zone care nu au fost bine fotografiate de nicio sondă spațială Voyager, cum ar fi terenul bizar de lângă polul sud. Toate acestea indică faptul că interiorul lui Enceladus este lichid astăzi, chiar dacă ar fi trebuit să înghețe de mult.

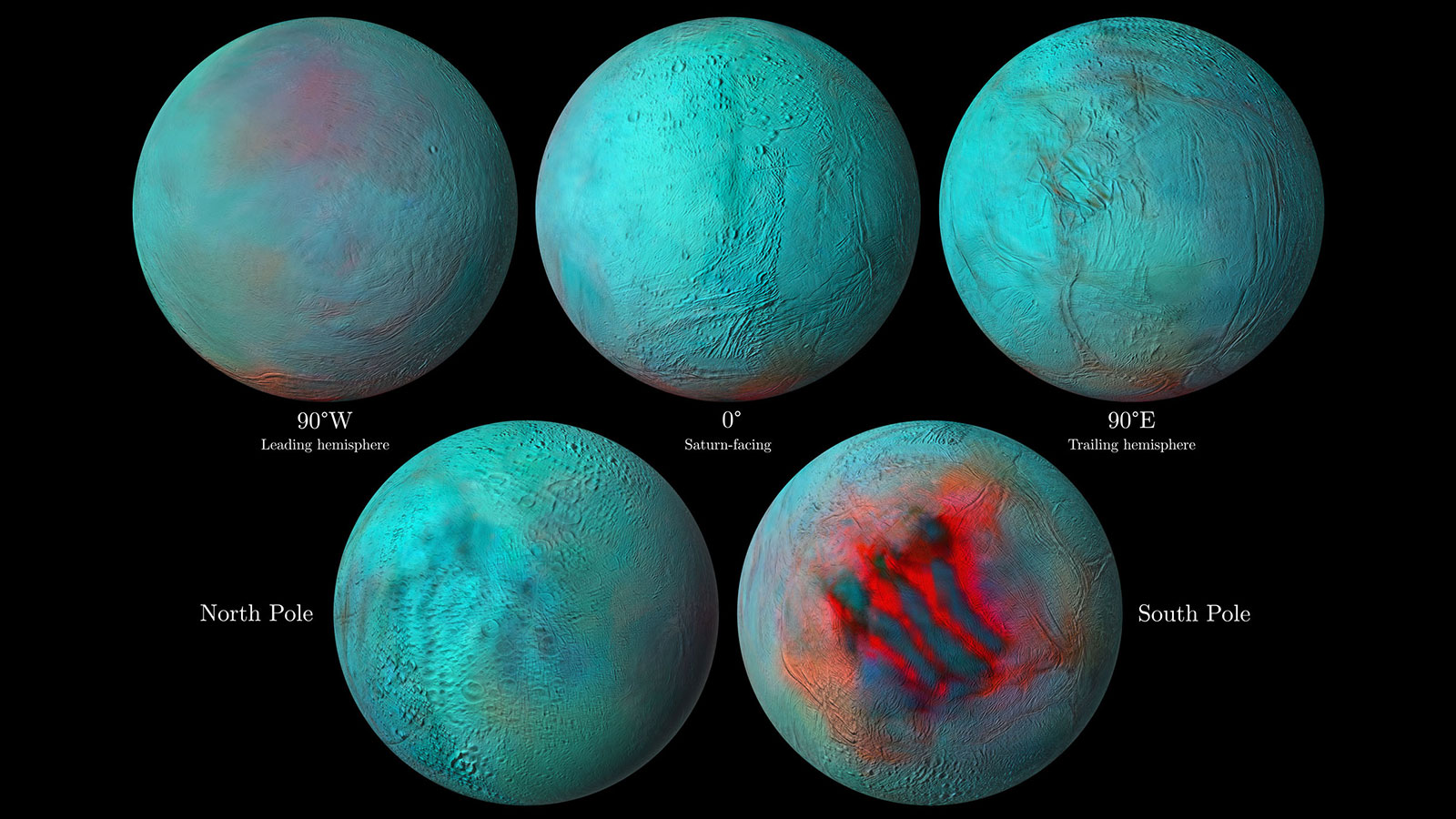
Enceladus – gheață proaspătă posibil detectată (18 septembrie 2020)

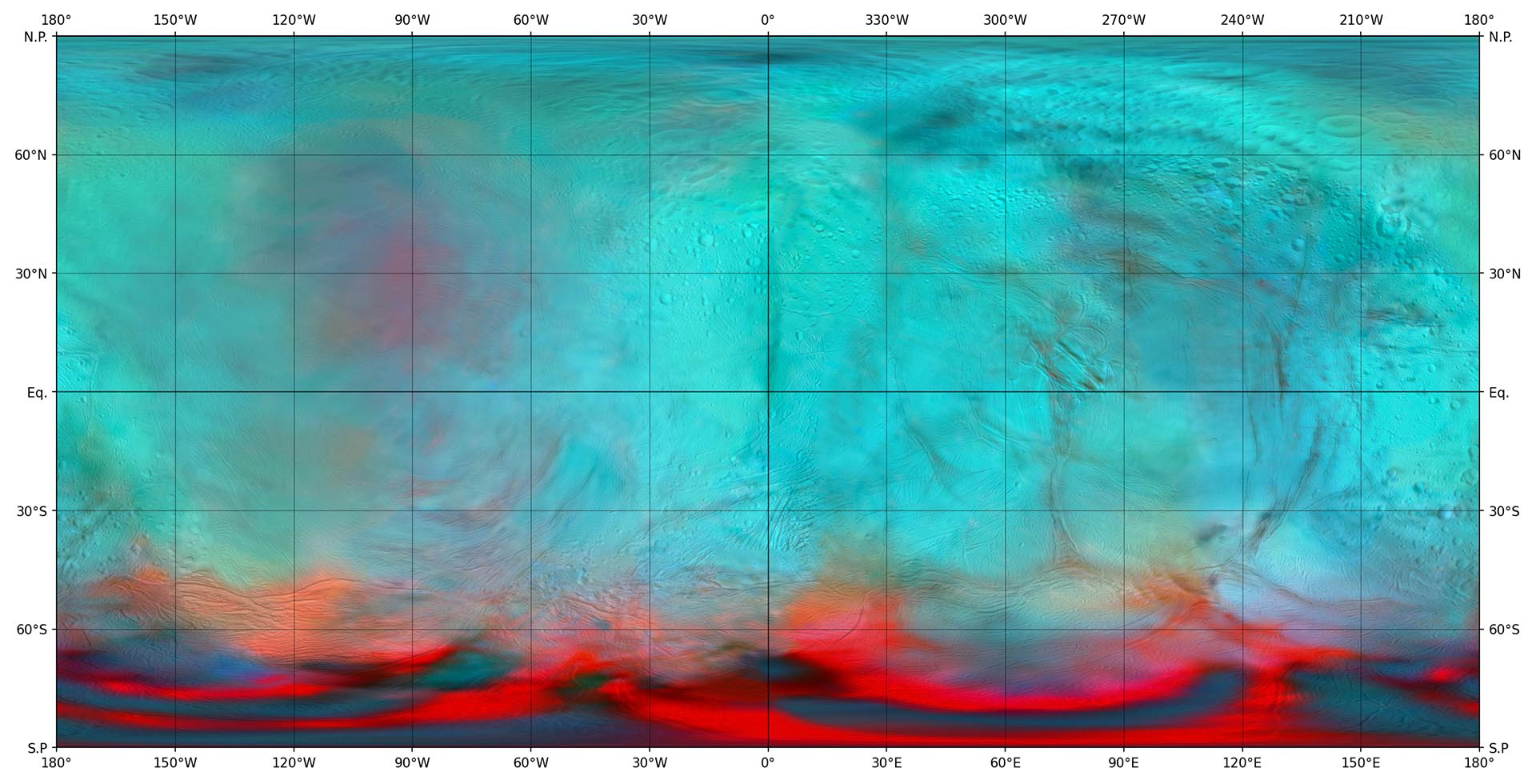
Enceladus – Hartă în infraroșu (29 septembrie 2020)

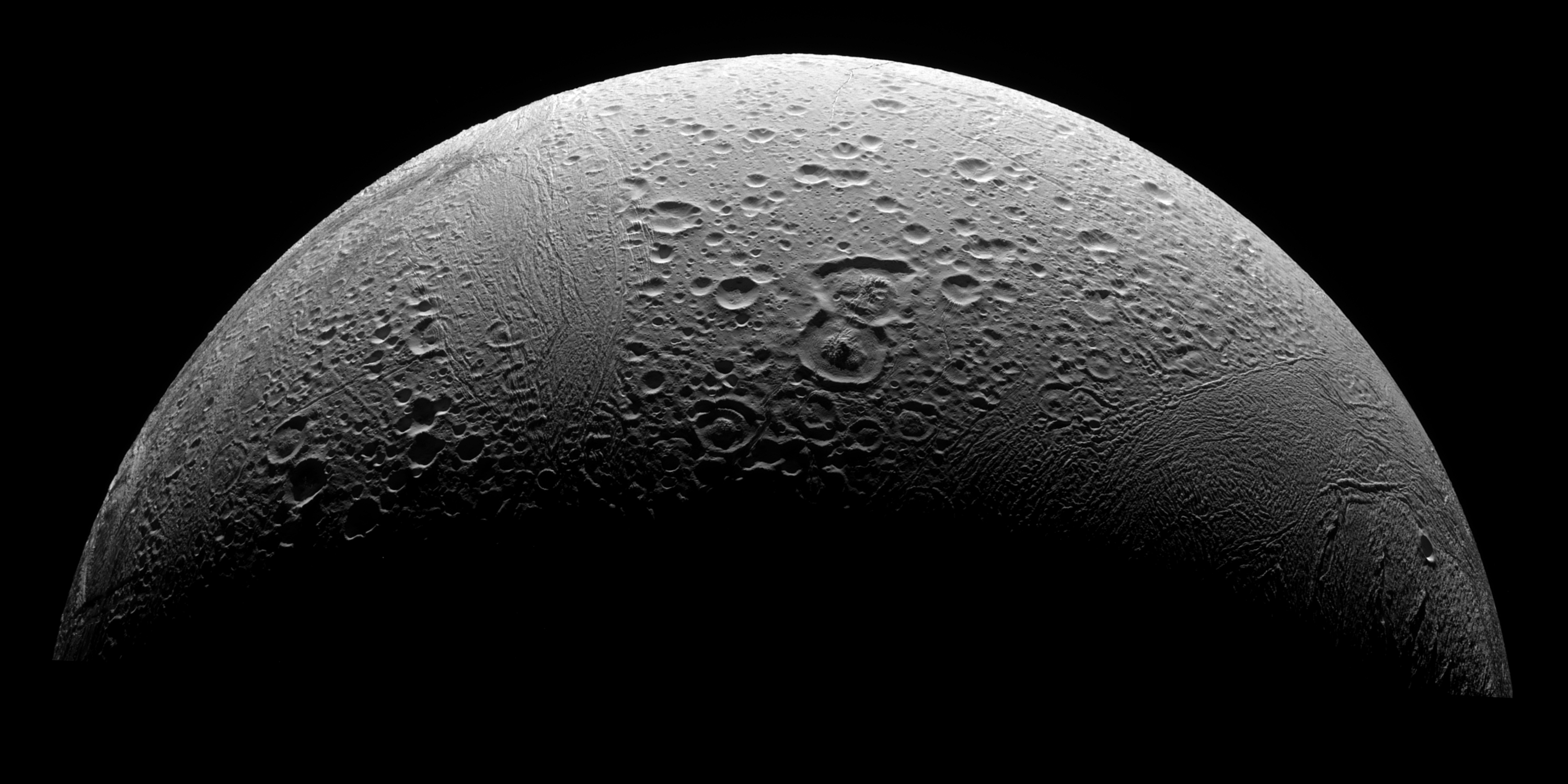
Un mozaic Cassini cu cratere degradate, fracturi și teren perturbat în regiunea polară nordică a lui Enceladus. Cele două cratere proeminente deasupra mijlocului terminatorului sunt Ali Baba (sus) și Aladdin. Șanțurile Samarkand Sulci se desfășoară vertical în stânga lor.

Hartă globală în culoare îmbunătățită din imaginile Cassini (43,7 MB); emisfera anterioară este în dreapta

Hărți în culoare îmbunătățită ale emisferelor nordice și sudice ale lui Enceladus

Hărți în culoare îmbunătățită ale emisferelor posterioare și anterioare ale lui Enceladus

#### Cratere de impact
Craterizarea este un eveniment comun pe multe corpuri ale Sistemului Solar. O mare parte din suprafața lui Enceladus este acoperită cu cratere la diferite densități și niveluri de degradare. Această subdiviziune a terenurilor craterizate pe baza densității craterelor (și, prin urmare, a vârstei suprafeței) sugerează că suprafața lui Enceladus a fost refăcută în mai multe etape.
Observațiile Cassini au oferit o privire mult mai bună asupra distribuției și dimensiunii craterelor, arătând că multe dintre craterele lui Enceladus sunt puternic degradate prin relaxarea viscoasă și fracturare. Relaxarea viscoasă permite gravitației, pe o scară de timp geologică, să deformeze craterele și alte caracteristici topografice formate în gheață, reducând cantitatea de topografie în timp. Rata cu care se întâmplă acest lucru depinde de temperatura gheții: gheața mai caldă este mai ușor de deformat decât gheața mai rece și mai rigidă. Craterele relaxate viscos tind să aibă podele bombate sau sunt recunoscute ca cratere doar printr-o margine circulară ridicată. Craterul Dunyazad este un exemplu excelent de crater relaxat viscos pe Enceladus, cu o podea cu cupolă proeminentă.

#### Forme de relief tectonice

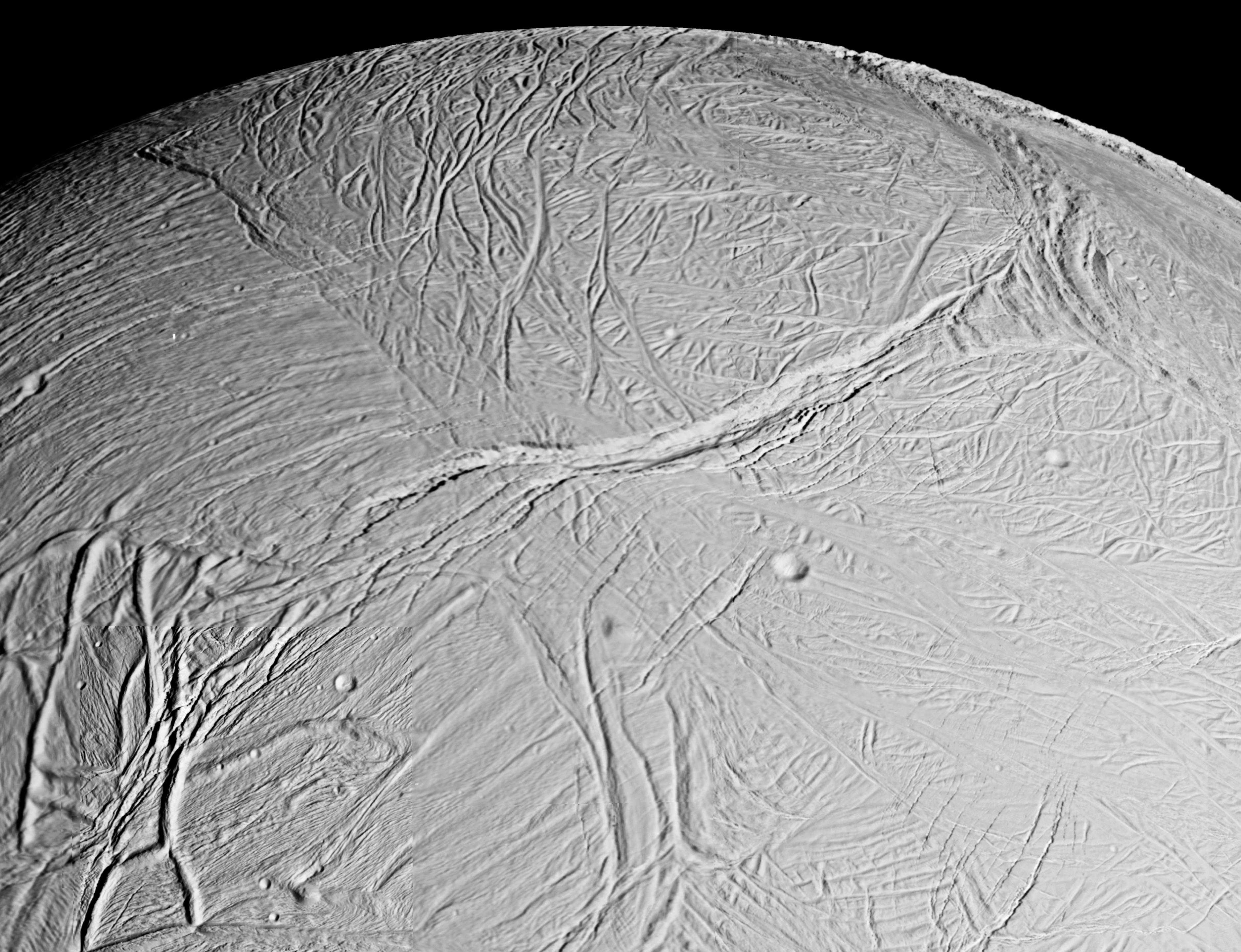
Vedere a suprafeței asemănătoare Europei a lui Enceladus, cu fracturile Labtayt Sulci în centru și dorsele Ebony și Cufa în stânga jos, fotografiată de Cassini pe 17 februarie 2005

Voyager 2 a găsit mai multe tipuri de forme de relief tectonice pe Enceladus, inclusiv canale adânci, escarpe și centuri de șanțuri și culmi. Rezultatele de la Cassini sugerează că tectonica este modul dominant de deformare pe Enceladus, inclusiv ifturi, unul dintre cele mai dramatice tipuri de forme de relief tectonice care au fost observate. Aceste canioane pot avea până la 200 km lungime, 5-10 km lățime și 1 km adâncime. Asemenea forme de relief sunt tinere din punct de vedere geologic, deoarece ele traversează alte forme de relief tectonice și au relief topografic bine definit, cu aflorințe proeminente de-a lungul râpelor.
Dovezile tectonicei de pe Enceladus sunt, de asemenea, derivate din terenul canelat, constând din benzi de șanțuri curbilinii și culmi. Aceste benzi, descoperite pentru prima dată de Voyager 2, separă adesea câmpiile netede de regiunile craterizate. Terenurile canelate, cum ar fi Samarkand Sulci, amintesc de terenul canelat de pe Ganymede. Cu toate acestea, spre deosebire de cele văzute pe Ganymede, topografia canelată de pe Enceladus este în general mai complexă. Mai degrabă decât seturi paralele de canale, aceste benzi apar adesea ca benzi de forme de relief în formă de V, aliniate neîngrijit. În alte zone, aceste benzi se înclină în sus cu fracturi și culmi pe lungimea formei de relief. Observațiile Cassini ale lui Samarkand Sulci au scos la iveală pete întunecate (125 și 750 m lățime) situate paralel cu fracturile înguste. În prezent, aceste pete sunt interpretate ca gropi de prăbușire în cadrul acestor centuri simple crestate.
Pe lângă fracturile adânci și benzile canelate, Enceladus are câteva alte tipuri de teren tectonic. Multe dintre aceste fracturi se găsesc în benzi care taie terenul craterizat. Aceste fracturi se propagă probabil doar câteva sute de metri înscoarță. Multe au fost probabil influențate în timpul formării lor de regolitul slăbit produs de cratere, schimbând adesea direcția fracturii care se propagă. Un alt exemplu de forme de relief tectonice de pe Enceladus sunt șanțurile liniare găsite pentru prima dată de Voyager 2 și văzute cu o rezoluție mult mai mare de Cassini. Aceste canale liniare pot fi văzute tăind peste alte tipuri de teren, cum ar fi lanțuri de canale și de culmi. La fel ca rifturile adânci, ele sunt printre cele mai tinere forme de relief de pe Enceladus. Cu toate acestea, unele șanțuri liniare au fost înmuiate precum craterele din apropiere, sugerând că sunt mai vechi. Culmile au fost, de asemenea, observate pe Enceladus, deși nu atât de mult ca cele văzute pe Europa. Aceste culmi sunt relativ limitate ca întindere și au o înălțime de până la un kilometru. Au fost observate și cupole înalte de un kilometru. Având în vedere nivelul de refacere al suprafeșei găsit pe Enceladus, este clar că mișcarea tectonică a fost un conducător important al geologiei pentru o mare parte a istoriei sale.

#### Câmpii netede
Două regiuni de câmpie netedă au fost observate de Voyager 2. Ele au, în general, relief jos și au mult mai puține cratere decât în terenurile craterizate, indicând o vârstă de suprafață relativ tânără. Într-una dintre regiunile netede de câmpie, Sarandib Planitia, nu au fost vizibile cratere până la limita rezoluției. O altă regiune de câmpie netedă la sud-vest de Sarandib este străbătută de mai multe depresini și scarpuri. De atunci, Cassini a văzut aceste regiuni de câmpii netede, cum ar fi Sarandib Planitia și Diyar Planitia, cu o rezoluție mult mai mare. Imaginile Cassini arată aceste regiuni pline cu culmi și fracturi de relief jos, cauzate probabil de deformare. Imaginile de înaltă rezoluție cu Sarandib Planitia au dezvăluit o serie de cratere mici, care permit o estimare a vârstei suprafeței de fie 170 milioane de ani, fie 3,7 miliarde de ani, în funcție de populația presupusă a impactorilor.
Acoperirea extinsă a suprafeței oferită de Cassini a permis identificarea unor regiuni suplimentare de câmpie netedă, în special pe emisfera anterioară a lui Enceladus (partea lui Enceladus care stă cu fața spre direcția mișcării în timp ce îl orbitează pe Saturn). În loc să fie acoperită cu creste de relief jos, această regiune este acoperită de numeroase seturi de canale și creste care se încrucișează, similar cu deformarea observată în regiunea polară de sud. Această zonă se află pe partea opusă a lui Enceladus față de Sarandib și Diyar Planitiae, ceea ce sugerează că amplasarea acestor regiuni este influențată de mareele lui Saturn pe Enceladus.

#### Regiunea polară de sud

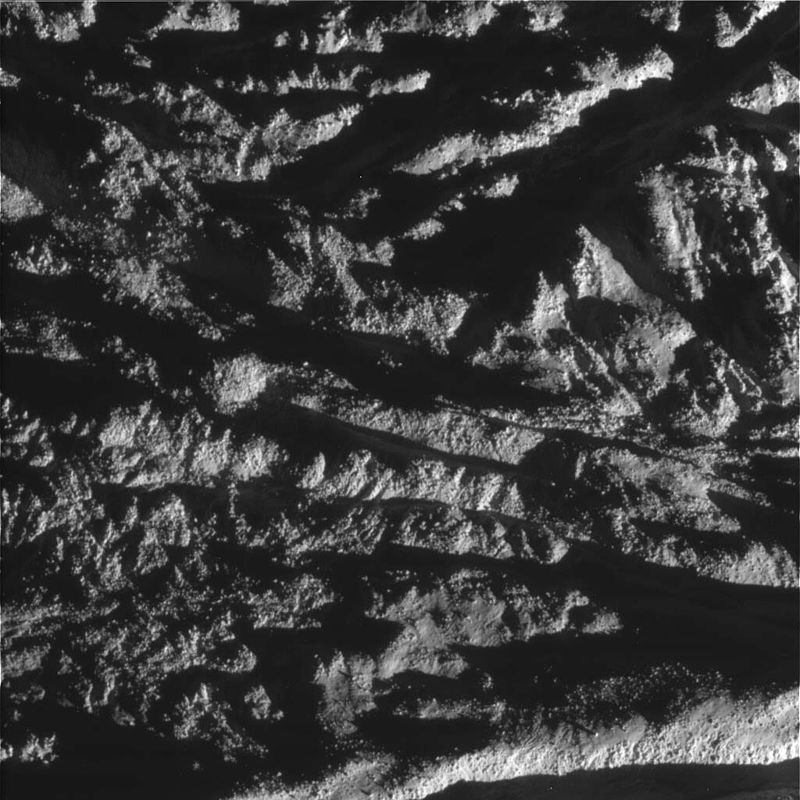
Prim-plan al terenului de la polul sud

Imaginile făcute de Cassini în timpul zborului din 14 iulie 2005, au dezvăluit o regiune distinctă, deformată tectonic, care înconjoară polul sud al lui Enceladus. Această zonă, ajungând până la 60° latitudine sudică, este acoperită de fracturi și creste tectonice. Zona are puține cratere considerabile, ceea ce sugerează că este cea mai tânără suprafață de pe Enceladus și de pe oricare dintre sateliții de gheață de dimensiuni medii; modelarea vitezei de craterizare sugerează că unele regiuni ale terenului polar de sud sunt, probabil, chiar de 500.000 de ani sau mai puțin. Aproape de centrul acestui teren se află patru fracturi delimitate de culmi, numite neoficial „dungi de tigru”. Ele par a fi cele mai tinere forme de relief din această regiune și sunt înconjurate de gheață cu granulație mare de culoare verde mentă (în culoare falsă, imagine UV-verde-IR apropiat), văzută în altă parte la suprafață în aflorimente și pereți de fractură. Aici gheața „albastră” se află pe o suprafață plană, ceea ce indică faptul că regiunea este suficient de tânără pentru a nu fi acoperită cu gheață cu granulație fină din inelul E. Rezultatele instrumentului spectrometru vizual și în infraroșu (VIMS) sugerează că materialul de culoare verde care înconjoară dungile de tigru este chimic distinct de restul suprafeței lui Enceladus. VIMS a detectat gheață cristalină în dungi, sugerând că acestea sunt destul de tinere (probabil mai puțin de 1.000 de ani) sau că gheața de suprafață a fost modificată termic în trecutul recent. VIMS a detectat, de asemenea, compuși organici simpli (care conțin carbon) în dungile de tigru, chimie care nu au fost găsite nicăieri altundeva pe Enceladus până acum.
Una dintre aceste zone de gheață „albastră” din regiunea polară de sud a fost observată la rezoluție ridicată în timpul zborului de pe 14 iulie 2005, dezvăluind o zonă de deformare tectonă extremă și un teren cu blocuri, cu unele zone acoperite cu bolovani de 10–100 m.

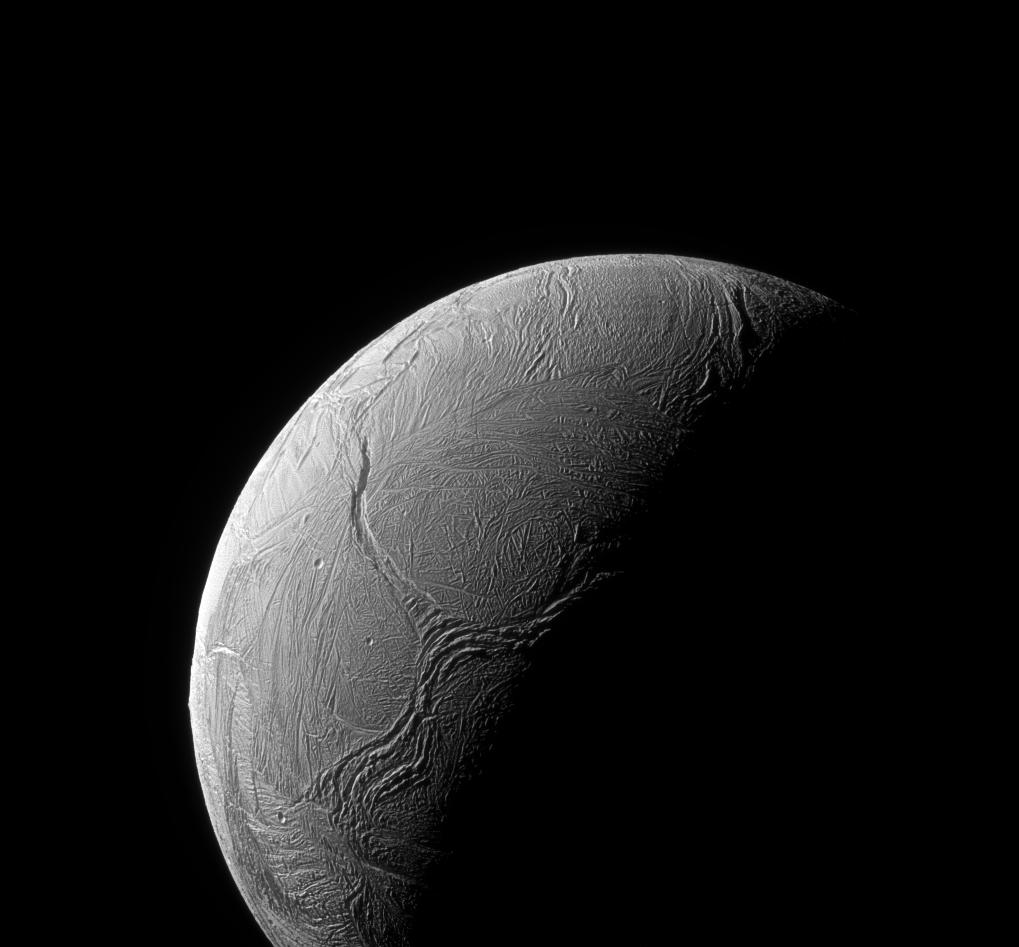
Discontinuități în formă de Y, fotografiate pe 15 februarie 2016

Limita regiunii polare de sud este marcată de un model de creste și văi paralele, în formă de Y și V. Forma, orientarea și locația acestor forme de relief sugerează că acestea sunt cauzate de modificări ale formei generale a lui Enceladus. Începând cu 2006, existau două teorii pentru ceea ce ar putea cauza o astfel de schimbare a formei: orbita lui Enceladus ar fi putut migra spre interior, ceea ce duce la o creștere a ratei de rotație a lui Enceladus. O astfel de schimbare ar duce la o formă mai aplatizată; sau o masă de material cald în ridicare, cu densitate scăzută, în interiorul lui Enceladus, ar fi putut duce la o schimbare a poziției actualului teren polar sud de la latitudinile medii sudice ale lui Enceladus la polul său sud. În consecință, forma elipsoidă a satelitului s-ar fi ajustat pentru a se potrivi cu noua orientare. O problemă a ipotezei aplatizării polare este că ambele regiuni polare ar trebui să aibă istorii de deformare tectonică similare. Cu toate acestea, regiunea polară nordică este dens craterizată și are o vârstă a suprafeței mult mai veche decât polul sud. Variațiile de grosime în litosfera lui Enceladus sunt o explicație pentru această discrepanță. Variațiile grosimii litosferice sunt susținute de corelația dintre discontinuitățile în formă de Y și cuspizile în formă de V de-a lungul marginii terenului polar de sud și vârsta relativă a suprafeței regiunilor adiacente de teren non-polar sud. Discontinuitățile în formă de Y și fracturile de tensiune nord-sud în care duc, sunt corelate cu un teren mai tânăr, cu litosfere probabil mai subțiri. Cuspizii în formă de V sunt adiacenți terenurilor mai vechi, cu mai multe cratere.

#### Pene polare de sud

O posibilă schemă pentru criovulcanismul lui Enceladus

După întâlnirile lui Voyager cu Enceladus de la începutul anilor 1980, oamenii de știință au postulat că acesta este activ din punct de vedere geologic, pe baza suprafeței sale tinere, reflectante și a locației în apropierea miezului inelului E. Pe baza conexiunii dintre Enceladus și inelul E, oamenii de știință au bănuit că Enceladus era sursa de material din inelul E, poate prin evacuarea vaporilor de apă. Citirile din trecerea lui Cassini din 2005 au sugerat că criovulcanismul, în care apa și alte substanțe volatile sunt materialele erupte în loc de roca de silicat, a fost descoperit pe Enceladus. Prima observare Cassini a unui val de particule de gheață deasupra polului sud al lui Enceladus a venit din imaginile Imaging Science Subsystem (ISS) realizate în ianuarie și februarie 2005, deși posibilitatea unui artefact al camerei a întârziat un anunț oficial. Datele de la instrumentul magnetometru în timpul apropierii din 17 februarie 2005 au oferit dovezi pentru o atmosferă planetară. Magnetometrul a observat o deflecție a câmpului magnetic, în concordanță cu ionizarea locală a gazului neutru. În plus, a fost observată o creștere a puterii undelor de ciclotron ionic în apropierea orbitei lui Enceladus, ceea ce a fost o dovadă suplimentară a ionizării gazului neutru. Aceste unde sunt produse prin interacțiunea particulelor ionizate și a câmpurilor magnetice, iar frecvența undelor este apropiată de frecvența giroscopică a ionilor proaspăt produși, în acest caz vaporii de apă. În timpul celor două apropieri următoare, echipa magnetometrului a stabilit că gazele din atmosfera lui Enceladus sunt concentrate peste regiunea polară de sud, cu densitatea atmosferică departe de pol fiind mult mai mică. Spectrograful cu imagini ultraviolete (UVIS) a confirmat acest rezultat prin observarea a două ocultații stelare în timpul apropierilor din 17 februarie și 14 iulie. Spre deosebire de magnetometru, UVIS nu a reușit să detecteze o atmosferă deasupra lui Enceladus în timpul întâlnirii din februarie când a privit deasupra regiunii ecuatoriale, dar a detectat vapori de apă în timpul unei ocultații peste regiunea polară de sud în timpul întâlnirii din iulie.
Cassini a zburat prin acest nor de gaz la câteva întâlniri, permițând instrumentelor precum spectrometrul de ioni și masă neutră (INMS) și analizorul de praf cosmic (CDA) să preleveze mostre direct din pene. (Vezi secțiunea „Compoziție”.) Imaginile din noiembrie 2005 au arătat structura fină a penei, dezvăluind numeroase jeturi (probabil care provin din numeroase fisuri distincte) într-o componentă mai mare și slabă care se extinde până la aproape 500 km (310 mi) de la suprafață. Particulele au o viteză medie de 1,25 ± 0,1 kilometri pe secundă, și o viteză maximă de 3,40 km/s. UVIS de la Cassini a observat mai târziu jeturi de gaz care coincid cu jeturile de praf văzute de ISS în timpul unei întâlniri neplanificate cu Enceladus din octombrie 2007.
Analiza combinată a imaginilor, spectrometriei de masă și a datelor magnetosferice sugerează că penele polare de sud observat emană din camere subterane sub presiune, similar cu gheizerele sau cu fisurile hidrotermale ale Pământului. Fisurile hidrotermale sunt probabil analogia mai apropiată, deoarece emisia periodică sau episodică este o proprietate inerentă a gheizerelor. Penele lui Enceladus au fost observate a fi continue până la un factor de câtva. Se crede că mecanismul care conduce și susține erupțiile este încălzirea mareică. Intensitatea erupției jeturilor polare de sud variază semnificativ în funcție de poziția lui Enceladus pe orbita sa. Penele sunt de aproximativ patru ori mai strălucitoare atunci când Enceladus se află la apoapsidă (punctul din orbita sa cel mai îndepărtat de Saturn) decât atunci când se află la periapsidă. Acest lucru este în concordanță cu calculele geofizice care prevăd că fisurile polare de sud sunt sub compresie în apropierea periapsidei, împingându-le, și sub tensiune lângă apoapsidă, deschizându-le forțat.
O mare parte din activitatea penelor constă în erupții largi asemănătoare unor perdele. Iluziile optice dintr-o combinație de direcție de vizualizare și geometria locală a fracturii făceau anterior penele să arate ca jeturi discrete.

Măsura în care criovulcanismul apare într-adevăr este un subiect al unor dezbateri, deoarece apa, fiind mai densă decât gheața cu aproximativ 8%, are dificultăți să erupă în circumstanțe normale. Pe Enceladus, se pare că criovulcanismul are loc deoarece fisurile pline cu apă sunt expuse periodic la vid, fisurile fiind deschise și închise de încordările mareice.
- Enceladus – animație cu o pană (00:48)

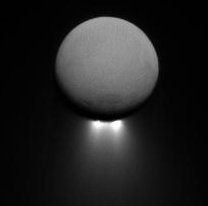
Enceladus și jeturile polare de sud (13 aprilie 2017).
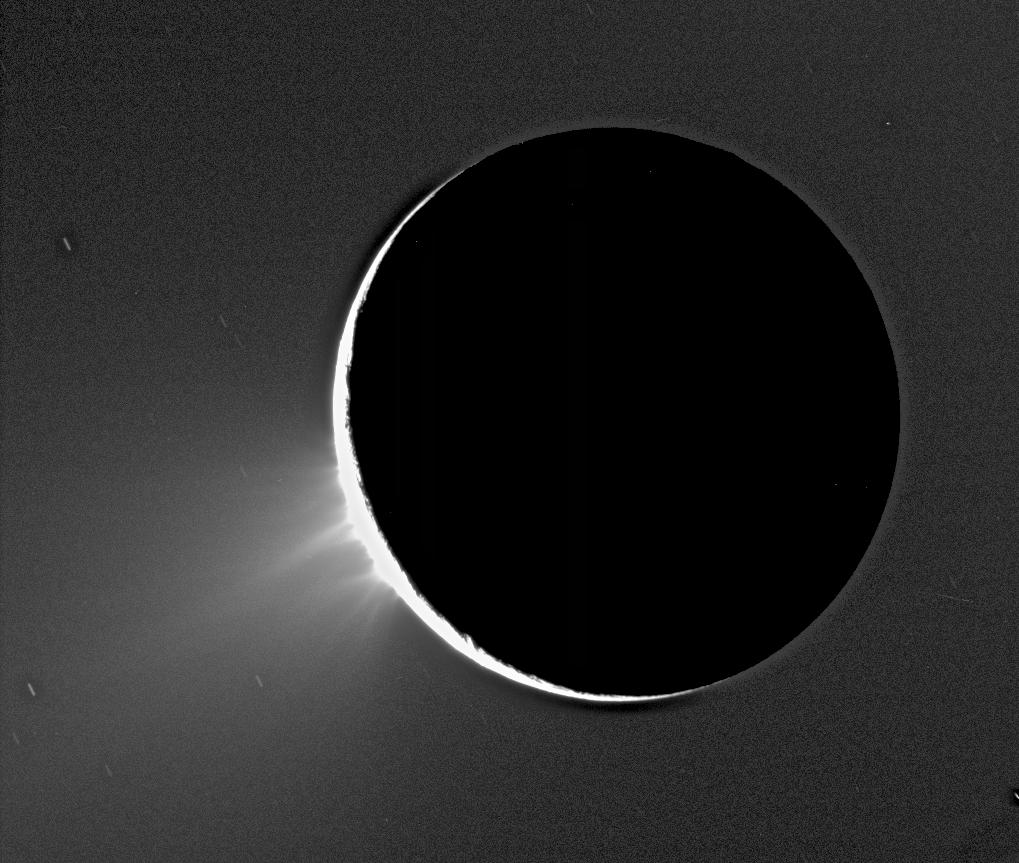
Pene deasupra marginii lui Enceladus hrănind inelul E
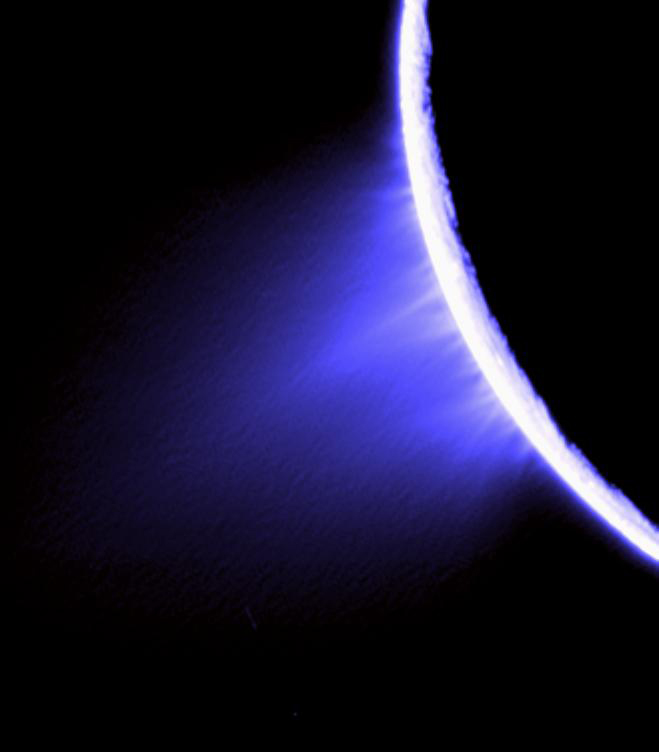
O imagine Cassini în culoare falsă a jeturilor

### Structură internă

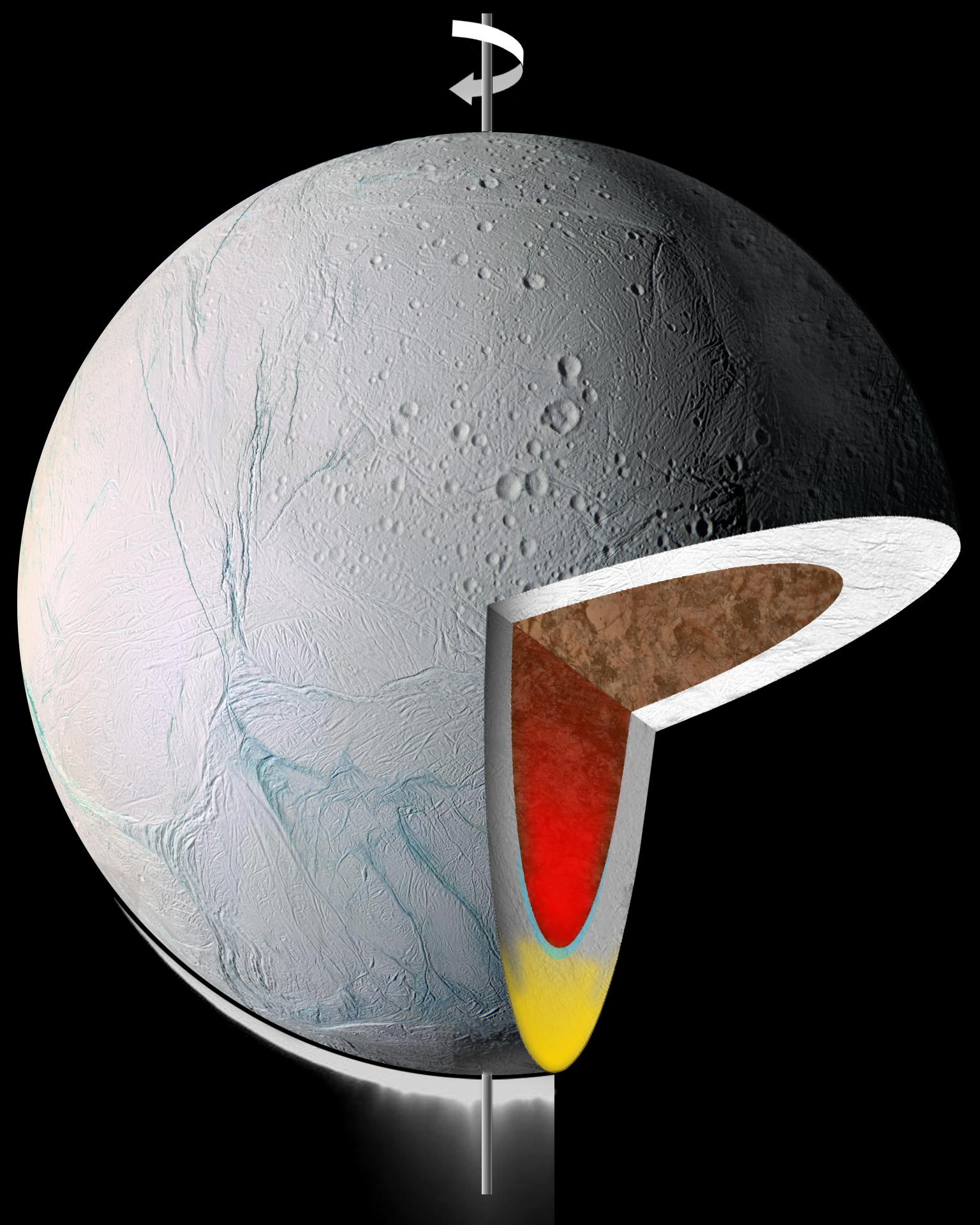
Un model al interiorului lui Enceladus: nucleu de silicat (maro); o manta bogată în apă-gheață (albă); un diapir propus sub polul sud (notat în manta (galben) și în miez (roșu))

Înainte de misiunea Cassini, se știa puțin despre interiorul lui Enceladus. Cu toate acestea, zborurile efectuate de Cassini au oferit informații pentru modelele interiorului lui Enceladus, inclusiv o mai bună determinare a masei și formei, observații de înaltă rezoluție ale suprafeței și noi perspective asupra interiorului.
Estimările de masă din misiunile programului Voyager au sugerat că Enceladus era compus aproape în întregime din gheață. Cu toate acestea, pe baza efectelor gravitației lui Enceladus asupra lui Cassini, masa sa a fost determinată a fi mult mai mare decât se credea anterior, dând o densitate de 1,61 g/cm3. Această densitate este mai mare decât cea a celorlalți sateliți de gheață de dimensiuni medii ai lui Saturn, ceea ce indică faptul că Enceladus conține un procent mai mare de silicați și fier.
Castillo și colab. (2005) au sugerat că Iapetus și ceilalți sateliți de gheață ai lui Saturn s-au format relativ repede după formarea subnebuloasei Saturniene și, prin urmare, erau bogați în radionuclizi de scurtă durată. Acești radionuclizi, precum aluminiul-26 și fierul-60, au perioade de înjumătățire scurte și ar produce încălzirea interioară relativ rapid. Fără varietatea de scurtă durată, completarea lui Enceladus de radionuclizi cu viață lungă nu ar fi fost suficientă pentru a preveni înghețarea rapidă a interiorului, chiar și cu fracția de rocă-masă relativ mare a lui Enceladus, având în vedere dimensiunea sa mică. Având în vedere fracția de rocă-masă relativ mare a lui Enceladus, îmbunătățirea propusă în 26Al și 60Fe ar avea ca rezultat un corp diferențiat, cu o manta de gheață și un nucleu de rocă. Încălzirea radioactivă și mareică ulterioară ar ridica temperatura nucleului la 1.000 K, suficient pentru a topi mantaua interioară. Cu toate acestea, pentru ca Enceladus să fie încă activ, o parte din nucleu trebuie să se fi topit, formând camere de magmă care s-ar contacta sub tensiunea mareelor lui Saturn. Încălzirea mareică, cum ar fi din rezonanța cu Dione sau librația, ar fi susținut apoi aceste puncte fierbinți din nucleu și ar alimenta activitatea geologică actuală.
Pe lângă masa sa și geochimia modelată, cercetătorii au examinat și forma lui Enceladus pentru a determina dacă este diferențiat. Porco și colab. (2006) au folosit măsurători pentru a determina că forma sa, presupunând echilibrul hidrostatic, este în concordanță cu un interior nediferențiat, în contradicție cu dovezile geologice și geochimice. Cu toate acestea, forma actuală susține și posibilitatea ca Enceladus să nu fie în echilibru hidrostatic și să se fi rotit mai repede la un moment dat în trecutul recent (cu un interior diferențiat). Măsurătorile gravitaționale efectuate de Cassini arată că densitatea nucleului este scăzută, ceea ce indică faptul că nucleul conține apă în plus față de silicați.

#### Ocean de apă subteran

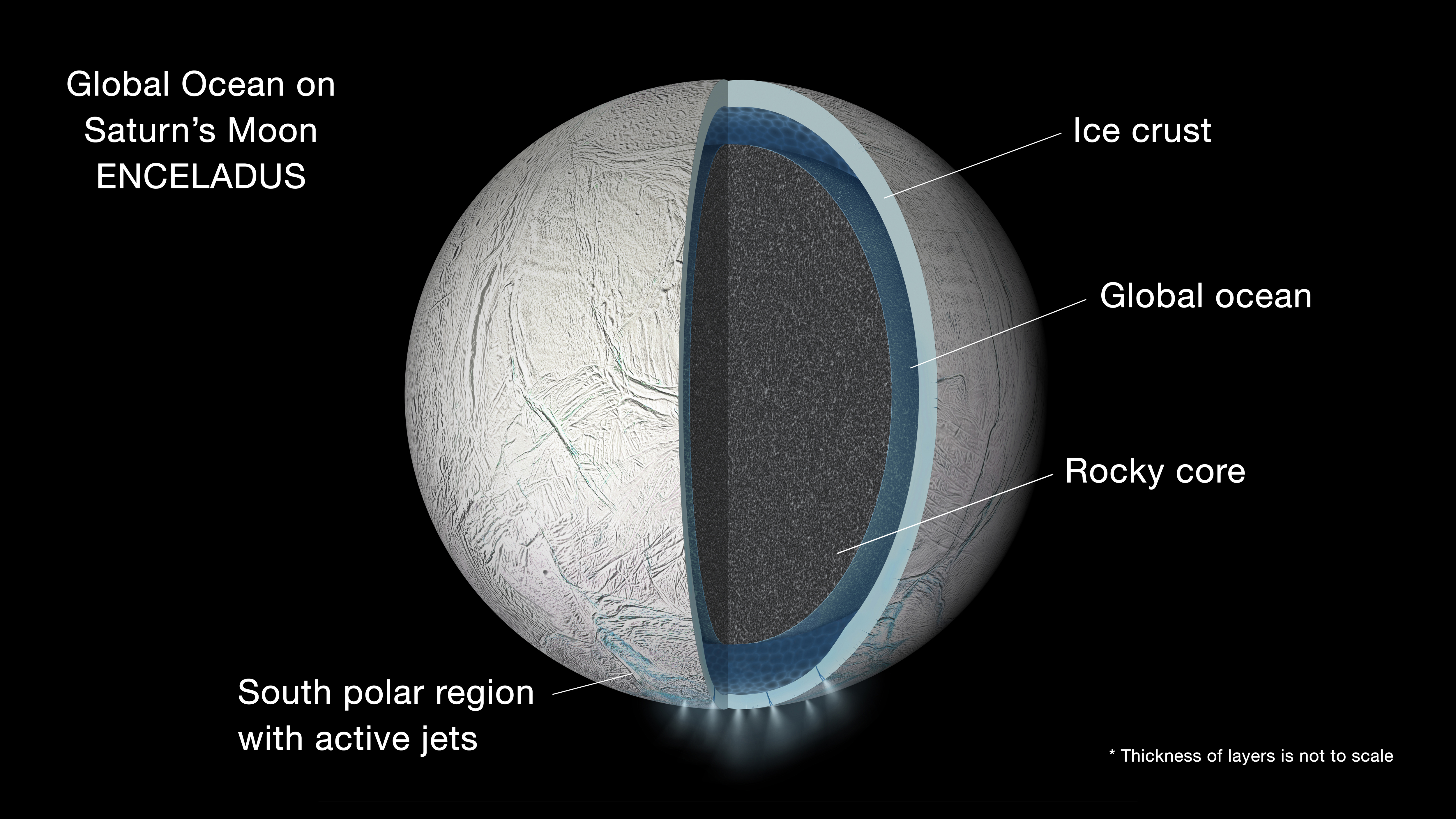
Impresie artistică a unui ocean subteran global de apă lichidă (versiune actualizată și mai bine scalată)

Dovezile pentru apa lichidă pe Enceladus au început să se acumuleze în 2005, când oamenii de știință au observat pene care conțin vapori de apă care ieșeau de la suprafața polară sudică, cu jeturi care mișcă 250 kg de vapori de apă în fiecare secundă cu până la 2,189 km/h în spațiu. Imadiat după aceea, în 2006 s-a stabilit că penele de pe Enceladus sunt sursa Inelului E al lui Saturn. Sursele de particule sărate sunt distribuite uniform de-a lungul dungilor de tigru, în timp ce sursele de particule „proaspete” sunt strâns legate de jeturile de gaz de mare viteză. Particulele „sărate” sunt mai grele și cad în mare parte înapoi la suprafață, în timp ce particulele „proaspete” rapide scapă în inelul E, explicând compoziția sa săracă în sare de 0,5-2% săruri de sodiu din masă.
Datele gravimetrice de la zborurile lui Cassini din decembrie 2010 au arătat că Enceladus are probabil un ocean de apă lichidă sub suprafața înghețată, dar la momentul respectiv se credea că oceanul de sub suprafață era limitat la polul sud. Vârful oceanului se află probabil sub o platformă de gheață groasă de 30 până la 40 de kilometri. Oceanul poate avea o adâncime de 10 kilometri la polul sud.
Măsurătorile „clătinării” lui Enceladus în timp ce orbitează în jurul lui Saturn – numită librație – sugerează că întreaga scoarță de gheață este desprinsă de nucleul de rocă și, prin urmare, un ocean global este prezent sub suprafață. Cantitatea de librație (0,120° ± 0,014°) implică faptul că acest ocean global are aproximativ 26 până la 31 de kilometri adâncime. Pentru comparație, oceanul Pământului are o adâncime medie de 3,7 kilometri.

#### Compoziție

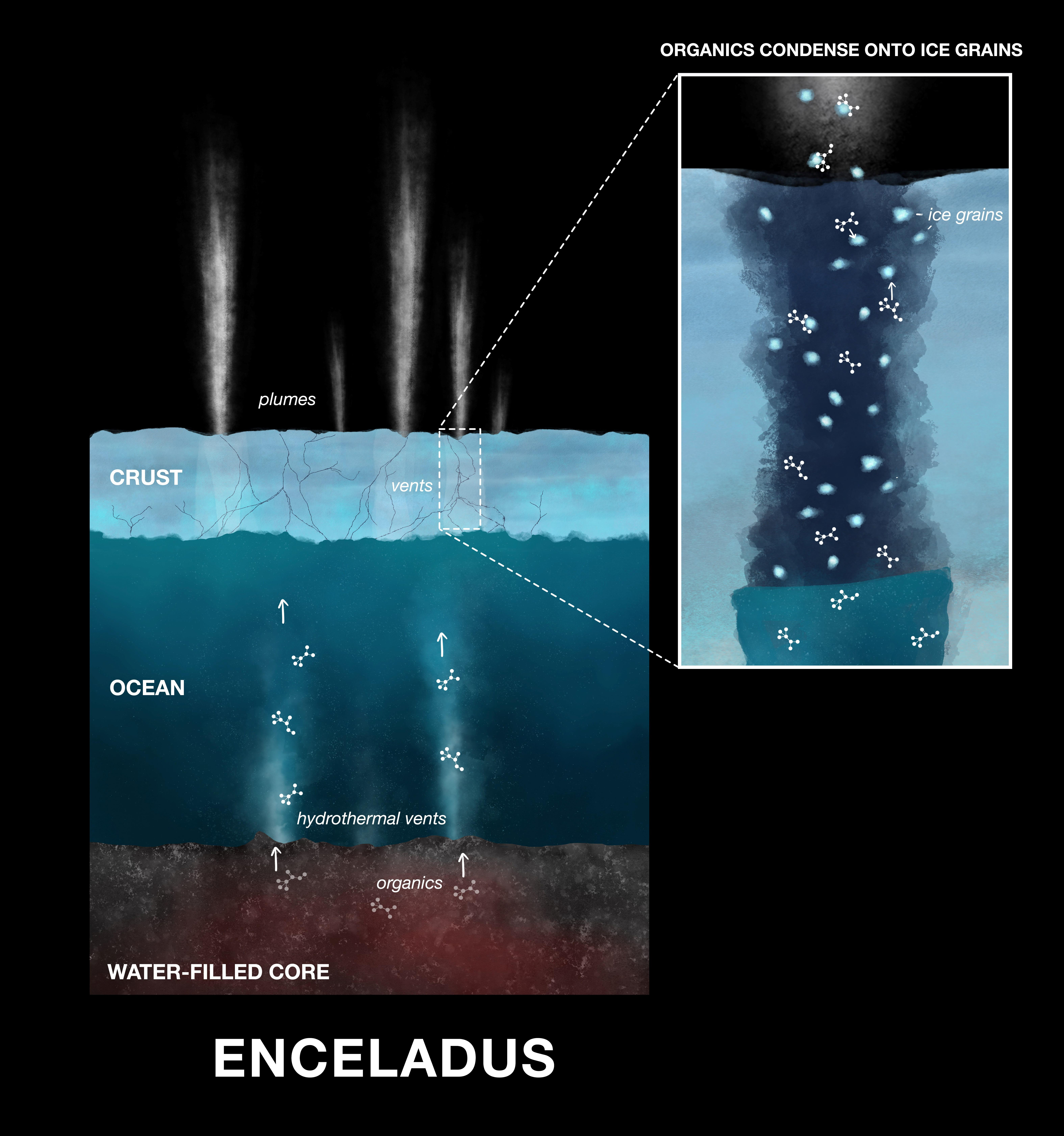
Enceladus – compuși organici pe boabe de gheață (concept artistic)

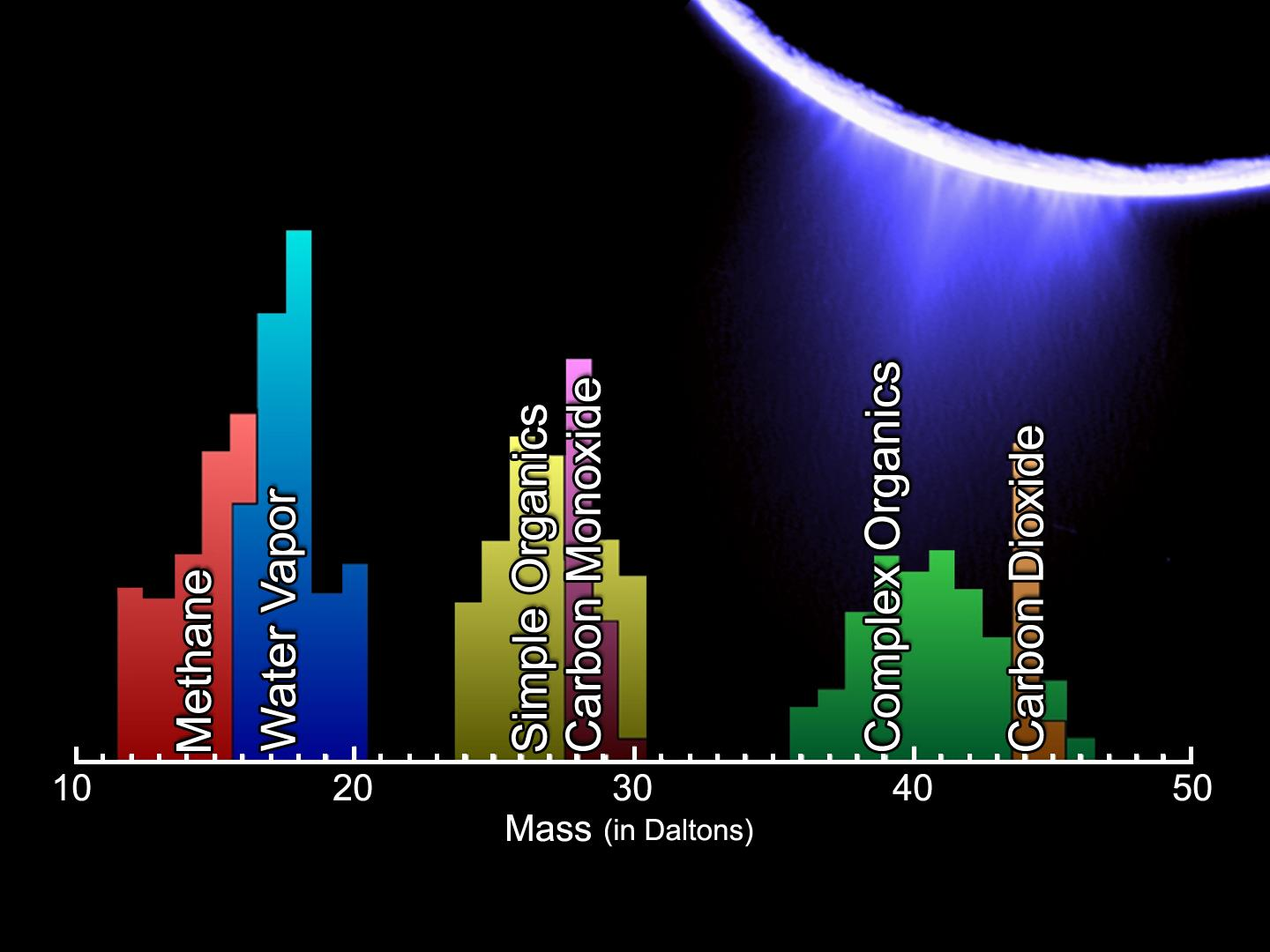
Compoziția chimică a penelor lui Enceladus

Sonda spațială Cassini a zburat prin penele sudice de mai multe ori pentru a le eșantiona și analiza compoziția. În 2019, datele culese sunt încă analizate și interpretate. Compoziția sărată a penelor(-Na, -Cl, -CO3) indică faptul că sursa este un ocean subteran sărat.
Instrumentul INMS a detectat în mare parte vapori de apă, precum și urme de azot molecular, dioxid de carbon și urme de hidrocarburi simple, cum ar fi metanul, propanul, acetilena și formaldehida. Compoziția penelor, măsurată de INMS, este similară cu cea observată la majoritatea cometelor. Cassini a găsit, de asemenea, urme de compuși organici simpli în unele boabe de praf, precum și substanțe organice mai mari, cum ar fi benzenul (C6H6) și compuși organici macromoleculari complecși de până la 200 de unități de masă atomică și cel puțin 15 atomi de carbon în mărime.
Spectrometrul de masă a detectat hidrogen molecular (H2) care se afla în „dezechilibru termodinamic” cu celelalte componente și a găsit urme de amoniac (NH3).
Un model sugerează că oceanul sărat al lui Enceladus (-Na, -Cl, -CO3) are un pH alcalin de 11 până la 12. pH-ul ridicat este interpretat ca fiind o consecință a serpentinizării rocii condritice care duce la generarea de H2, o substanță geochimică, sursă de energie care ar putea sprijini atât sinteza abiotică, cât și biologică a moleculelor organice, cum ar fi cele care au fost detectate în penele lui Enceladus.
În 2019, s-au efectuat analize suplimentare ale caracteristicilor spectrale ale boabelor de gheață din penelele în erupție ale lui Enceladus. Studiul a constatat că aminele purtătoare de azot și de oxigen erau probabil prezente, cu implicații semnificative pentru disponibilitatea aminoacizilor în oceanul intern. Cercetătorii au sugerat că compușii de pe Enceladus ar putea fi precursori pentru „compuși organici relevanți din punct de vedere biologic”.

### Posibile surse de căldură
În timpul zborului din 14 iulie 2005, spectrometrul cu infraroșu compus (CIRS) a găsit o regiune caldă în apropierea polului sud. Temperaturile din această regiune au variat între 85 și 90 K, cu zone mici arătând până la 157 K (−116 °C), mult prea calde pentru a fi explicate prin încălzirea solară, ceea ce indică faptul că părți ale regiunii polare de sud sunt încălzite din interioril lui Enceladus. Prezența unui ocean subteran sub regiunea polară de sud este acum acceptată, dar nu poate explica sursa căldurii, cu un flux de căldură estimat de 200 mW/m2, care este de aproximativ 10 ori mai mare decât doar cel din încălzirea radiogenă.

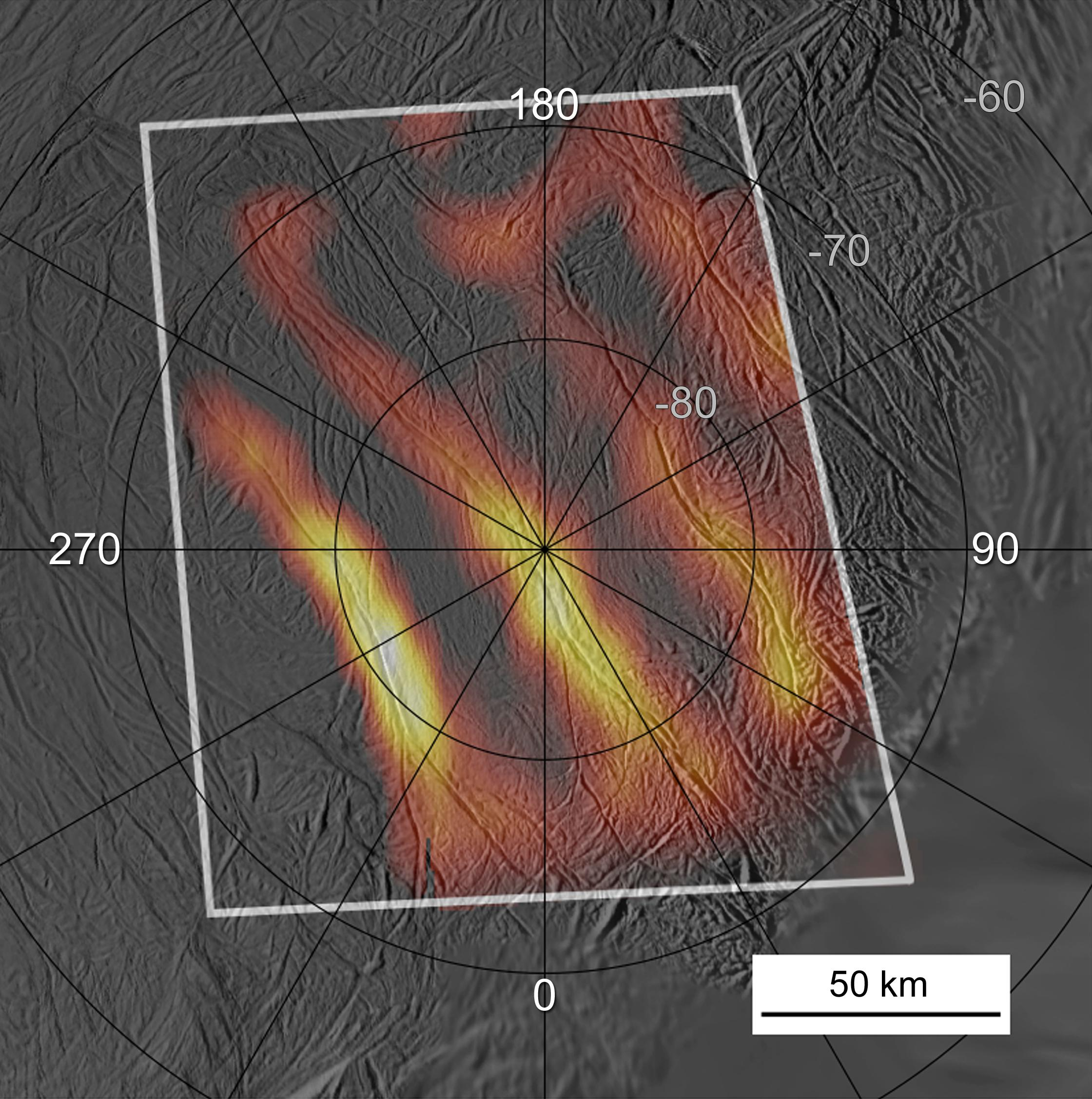
Hartă termică a fracturilor polare de sud, numite „dungi de tigru”

Au fost propuse mai multe explicații pentru temperaturile ridicate observate și penelele rezultate, inclusiv ventilarea dintr-un rezervor subteran de apă lichidă, sublimarea gheții, decompresia și disociarea clatraților și încălzirea prin creșterea disipării viscoase, dar o explicație completă a tuturor surselor de căldură care provoacă puterea termică observată a lui Enceladus nu a fost încă stabilită.
Încălzirea în Enceladus a avut loc prin diferite mecanisme încă de la formarea sa. Dezintegrarea radioactivă din nucleul său ar fi putut să-l fi încălzit inițial, dându-i un nucleu cald și un ocean subteran, care acum este menținut deasupra temperaturii îngheț printr-un mecanism neidentificat. Modelele geofizice indică faptul că încălzirea mareică este o sursă principală de căldură, poate ajutată de dezintegrarea radioactivă și de unele reacții chimice care produc căldură. Un studiu din 2007 a prezis că căldura internă a lui Enceladus, dacă este generată de forțele maricer, nu ar putea fi mai mare de 1,1 gigawați, dar datele de la spectrometrul în infraroșu al terenului polar de sud de la Cassini pe parcursul a 16 luni indică faptul că puterea generată de căldură internă este de aproximativ 4,7 gigawați și sugerează că este în echilibru termic.
Randamentul de putere observat de 4,7 gigawați este dificil de explicat doar din încălzirea mareică, așa că principala sursă de căldură rămâne un mister. Majoritatea oamenilor de știință cred că fluxul de căldură observat al lui Enceladus nu este suficient pentru a menține oceanul subteran și, prin urmare, orice ocean subteran trebuie să fie o rămășiță a unei perioade de excentricitate mai mare și încălzire mare, sau căldura este produsă printr-un alt mecanism.

#### Încălzire mareică
Încălzirea mareică are loc prin procesele de frecare mareică: energia orbitală și de rotație sunt disipate sub formă de căldură în scoarța unui obiect. În plus, în măsura în care mareele produc căldură de-a lungul fracturilor, librația poate afecta amploarea și distribuția unei astfel de încălziri prin creșterea disipării viscoase, a mareelor. Disiparea mareică a scoarței de gheață a lui Enceladus este semnificativă, deoarece Enceladus are un ocean subteran. O simulare pe computer care a folosit date de la Cassini a fost publicată în noiembrie 2017 și indică faptul că căldura de frecare de la fragmentele de rocă care alunecă din nucleul permeabil și fragmentat al lui Enceladus ar putea menține oceanul subteran cald până la miliarde de ani. Se crede că, dacă Enceladus ar fi avut o orbită mai excentrică în trecut, forțele mareice mai mari ar putea fi suficiente pentru a menține un ocean subteran, astfel încât o mărire periodică a excentricității ar putea menține un ocean subteran care își schimbă periodic dimensiunea. O analiză mai recentă a susținut că „un model al dungilor de tigru sub formă de fante îndoite în sensul mareelor care se află pe învelișul de gheață poate explica simultan persistența erupțiilor prin ciclul mareelor, decalajul de fază și randametul puterii total al terenului cu dungi de tigru. sugerând în același timp că erupțiile sunt menținute pe perioade geologice.” Modelele anterioare sugerează că perturbațiile rezonante ale lui Dione ar putea oferi modificările periodice necesare de excentricitate pentru a menține oceanul subteran al lui Enceladus, dacă oceanul conține o cantitate substanțială de amoniac. Suprafața lui Enceladus indică faptul că întregul satelit a experimentat perioade de flux de căldură mărit în trecut.

#### Încălzire radiogenă
Modelul de încălzire „început fierbinte” sugerează că Enceladus a început ca gheață și rocă care conțineau izotopi radioactivi cu durată scurtă de dezintegrare de aluminiu, fier și mangan. Au fost apoi produse cantități enorme de căldură pe măsură ce acești izotopi s-au dezintegrat timp de aproximativ 7 milioane de ani, ducând la consolidarea materialuluide rocă la nucleu, înconjurat de o coajă de gheață. Deși căldura de la radioactivitate ar scădea în timp, combinația dintre radioactivitate și forțele mareice de la tragerea gravitațională a lui Saturn ar putea împiedica înghețarea oceanului de sub suprafață. Rata de încălzire radiogenă actuală este de 3,2 × 1015 erg/s (sau 0,32 gigawați), presupunând că Enceladus are o compoziție de gheață, fier și materiale de silicați. Încălzirea din izotopii radioactivi cu viață lungă uraniu-238, uraniu-235, toriu-232 și potasiu-40 în interiorul lui Enceladus ar adăuga 0,3 gigawați la fluxul de căldură observat. Prezența oceanului subteran adânc al lui Enceladus sugerează un flux de căldură de ~10 ori mai mare decât cel de la încălzirea radiogenă în nucleul de silicați.

#### Factori chimici
Deoarece nu a fost găsit inițial amoniac în materialul ventilat de către INMS sau UVIS, care ar putea acționa ca un antigel, s-a crezut că o astfel de cameră încălzită și presurizată ar fi formată din apă lichidă aproape pură, cu o temperatură de cel puțin 270 K (−3 °C), deoarece apa pură necesită mai multă energie pentru a se topi.
În iulie 2009, s-a anunțat că au fost găsite urme de amoniac în penaj în timpul zborurilor din iulie și octombrie 2008. Reducerea punctului de îngheț al apei cu amoniac ar permite, de asemenea, degajarea gazului și o presiune a gazului mai mare și mai puțină căldură necesară pentru alimentarea penelor de apă. Stratul de sub suprafață care încălzește gheața de suprafață ar putea fi o suspensie de amoniac-apă la temperaturi de până la 170 K (−103 °C) și, prin urmare, este necesară mai puțină energie pentru a produce activitatea penelor. Cu toate acestea, fluxul de căldură observat de 4,7 gigawați este suficient pentru a alimenta criovulcanismul fără prezența amoniacului.

## Formă și mărime
Enceladus este un satelit relativ mic compus din gheață și rocă. Are formă de elipsoid scalen; diametrele sale, calculate din imaginile făcute de instrumentul ISS (Imaging Science Subsystem) de pe Cassini, sunt de 513 km între polii sub- și anti-saturnieni, 503 km între emisfera anterioară și cea posterioară și 497 km între polul nord și cel sud. Enceladus are doar o șeptime din diametrul Lunii Pământului. Ocupă locul al șaselea atât ca masă, cât și ca mărime între sateliții lui Saturn, după Titan (5.150 km), Rhea (1.530 km), Iapetus (1.440 km), Dione (1.120 km) și Tethys (1.050 km).

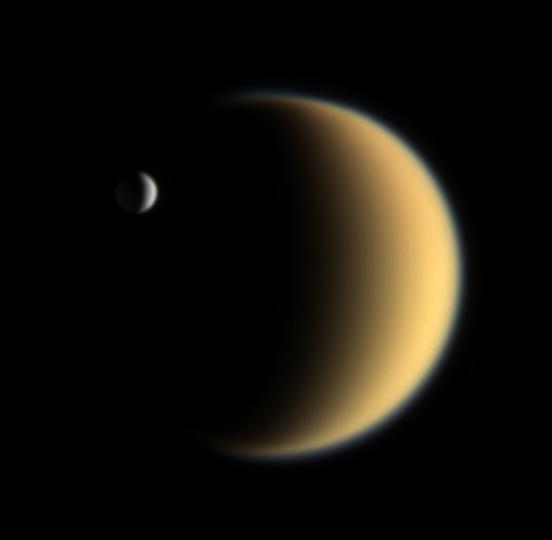
Enceladus tranzitând satelitul Titan
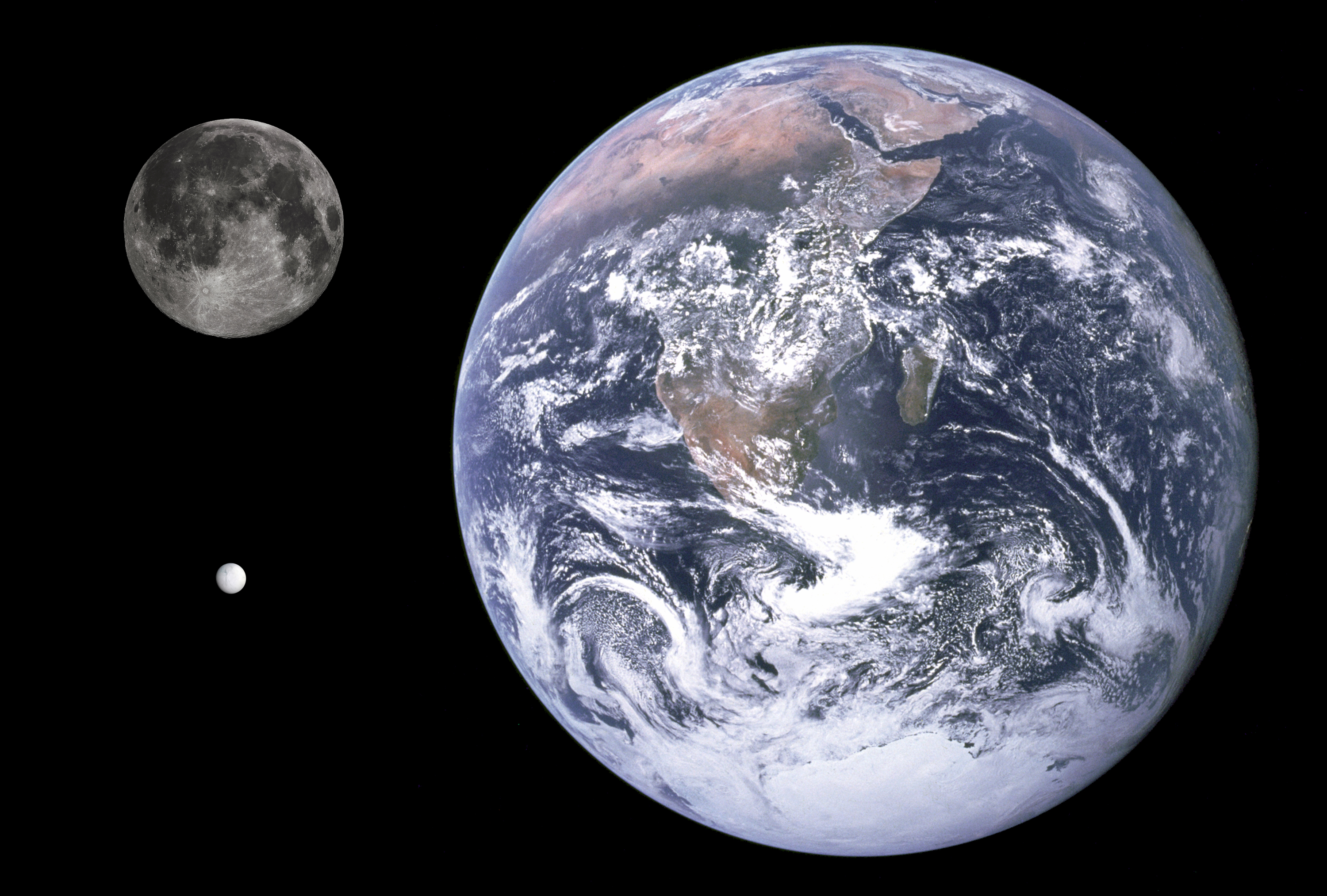
Comparația mărimilor Pământului, Lunii și a lui Enceladus
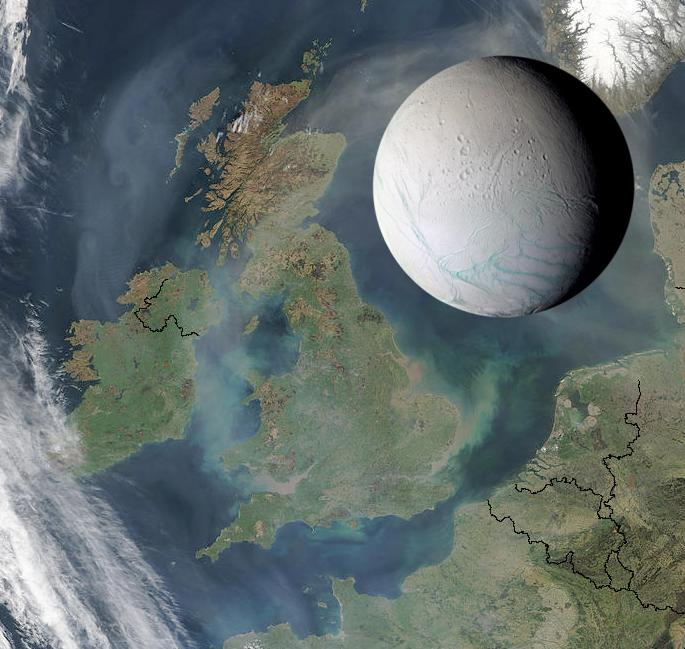
O comparație a mărimilor lui Enceladus cu Insulele Britanice.

## Origine

### Paradoxul Mimas–Enceladus
Mimas, cel mai interior dintre sateliții rotunzi ai lui Saturn și direct interior lui Enceladus, este un corp mort din punct de vedere geologic, chiar dacă ar trebui să simtă forțe mareice mai puternice decât Enceladus. Acest paradox aparent poate fi explicat parțial prin proprietățile dependente de temperatură ale gheții (principalul constituent al interioarelor lui Mimas și Enceladus). Încălzirea curentă pe unitatea de masă este dată de formula
{\displaystyle q_{mar}={\frac {63\rho n^{5}r^{4}e^{2}}{38\mu Q}},}
unde ρ este densitatea (masei) satelitului, n este mișcarea sa orbitală medie, r este raza satelitului, e este excentricitatea orbitală a satelitului, μ este modulul de creștere a disipării viscoase și Q este factorul de disipare adimensional. Pentru o aproximare la aceeași temperatură, valoarea așteptată a qmar pentru Mimas este de aproximativ 40 de ori mai mare decât cea a lui Enceladus. Cu toate acestea, parametrii materiali μ și Q sunt dependenți de temperatură. La temperaturi ridicate (aproape de punctul de topire), μ și Q sunt scăzuți, astfel încât încălzirea mareică este ridicată. Modelarea sugerează că pentru Enceladus, atât o stare termică „de bază” cu energie scăzută, cu un gradient intern de temperatură redus, cât și o stare termică „crescută” de înaltă energie, cu un gradient de temperatură semnificativ și convecție consecventă (activitate geologică endogenă), odată stabilită, ar fi stabilă. Pentru Mimas, se așteaptă ca doar o stare cu energie scăzută să fie stabilă, în ciuda faptului că este mai aproape de Saturn. Deci modelul prezice o stare de temperatură internă scăzută pentru Mimas (valorile lui μ și Q sunt ridicate), dar o posibilă stare de temperatură mai mare pentru Enceladus (valorile lui μ și Q sunt scăzute). Sunt necesare informații istorice suplimentare pentru a explica modul în care Enceladus a intrat pentru prima dată în starea de energie înaltă (de exemplu,mai multă încălzire radiogenă sau o orbită mai excentrică în trecut).
Densitatea semnificativ mai mare a lui Enceladus față de Mimas (1,61 față de 1,15 g/cm3), implicând un conținut mai mare de rocă și mai multă încălzire radiogenă în istoria sa timpurie, a fost, de asemenea, citată ca un factor important în rezolvarea paradoxului Mimas.
S-a sugerat că, pentru ca un satelit de gheață de dimensiunea lui Mimas sau Enceladus să intre într-o „stare crescută” de încălzire și convecție mareică, ar trebui să intre într-o rezonanță orbitală înainte de a pierde prea mult din căldura sa internă primordială. Deoarece Mimas, fiind mai mic, s-ar răci mai rapid decât Enceladus, fereastra sa de oportunitate pentru inițierea convecției conduse de rezonanța orbitală ar fi fost considerabil mai scurtă.

### Ipoteza Proto-Enceladus
Enceladus pierde masă cu o rată de 200 kg/secundă. Dacă pierderea de masă la această rată a continuat timp de 4,5 miliarde de ani, satelitul ar fi pierdut aproximativ 30% din masa sa inițială. O valoare similară se obține presupunând că densitățile inițiale ale lui Enceladus și Mimas au fost egale. Aceasta sugerează că tectonica din regiunea polară de sud este probabil legată în principal de subsidența și subducția asociată cauzate de procesul de pierdere de masă.

### Data formării
În 2016, un studiu despre modul în care ar fi trebuit să se schimbe orbitele sateliților lui Saturn din cauza efectelor mareelor a sugerat că toți sateliții lui Saturn interiori lui Titan, inclusiv Enceladus (a cărui activitate geologică a fost folosită pentru a determina puterea efectelor mareelor asupra sateliților lui Saturn), ar putea să se fi format în urmă cu doar 100 de milioane de ani. Un studiu ulterior din 2019 a estimat că oceanul are aproximativ un miliard de ani.

### Locuibilitate potențială

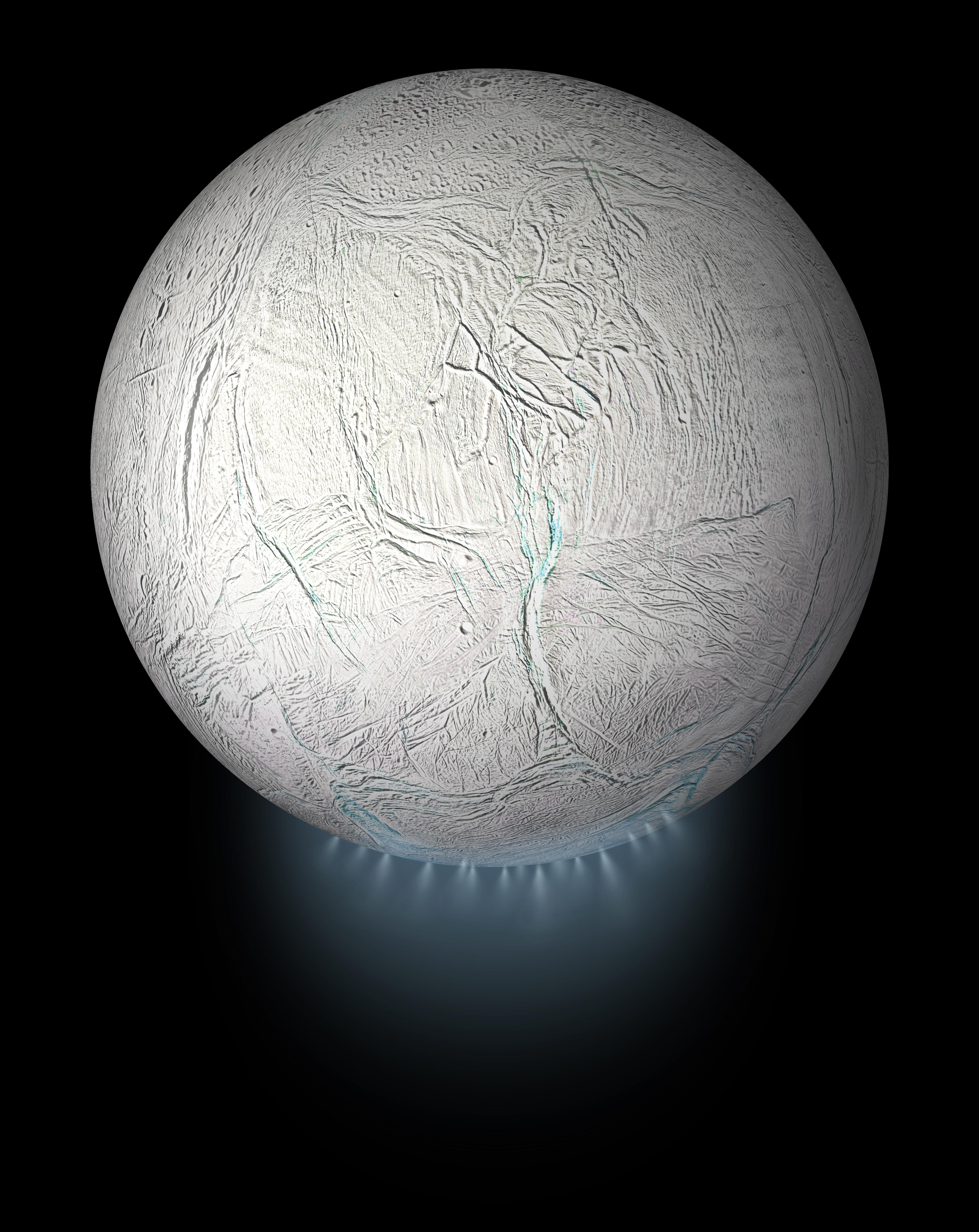
Enceladus (concept artistic; 24 februarie 2020)

Enceladus aruncă pene de apă sărată cu granule de nisip bogat în oxid de siliciu, azot (în amoniac) și molecule organice, inclusiv urme de hidrocarburi simple, cum ar fi metanul (CH4), propanul (C
3H
8), acetilena (C
2H
2) și formaldehida (CH
2O), care sunt molecule purtătoare de carbon.. Acest lucru indică faptul că activitatea hidrotermală - o sursă de energie - poate fi activă în oceanul subteran al lui Enceladus. În plus, modelele indică faptul că miezul mare de rocă este poros, permițând apei să curgă prin el, transferând căldură și substanțe chimice. A fost confirmat de observații și alte cercetări.. Hidrogenul molecular (H2), o sursă geochimică de energie care poate fi metabolizată de microbii metanogeni pentru a furniza energie pentru viață, ar putea fi prezentă dacă, așa cum sugerează modelele, oceanul sărat al lui Enceladus are un pH alcalin din serpentinizarea rocii condritice.
Prezența unui ocean sărat global intern, cu un mediu acvatic susținut de modele de circulație oceanică globală, cu o sursă de energie și compuși organici complecși în contact cu nucleul de rocă al lui Enceladus, poate avansa studiul astrobiologiei și studiul mediilor potențial locuibile pentru viața extraterestră microbiană. Prezența unei game largi de compuși organici și amoniac indică sursa lor poate fi similară cu reacțiile apă/rocă despre care se știe că apar pe Pământ și despre care se știe că susțin viața. Prin urmare, au fost propuse mai multe misiuni robotice pentru a îl explora în continuare pe Enceladus și a evalua locuibilitatea acestuia; unele dintre misiunile propuse sunt: Journey to Enceladus and Titan (JET), Enceladus Explorer (En-Ex), Enceladus Life Finder (ELF), Life Investigation For Enceladus (LIFE) și Enceladus Life Signatures and Habitability (ELSAH).

### Fisuri hidrotermale

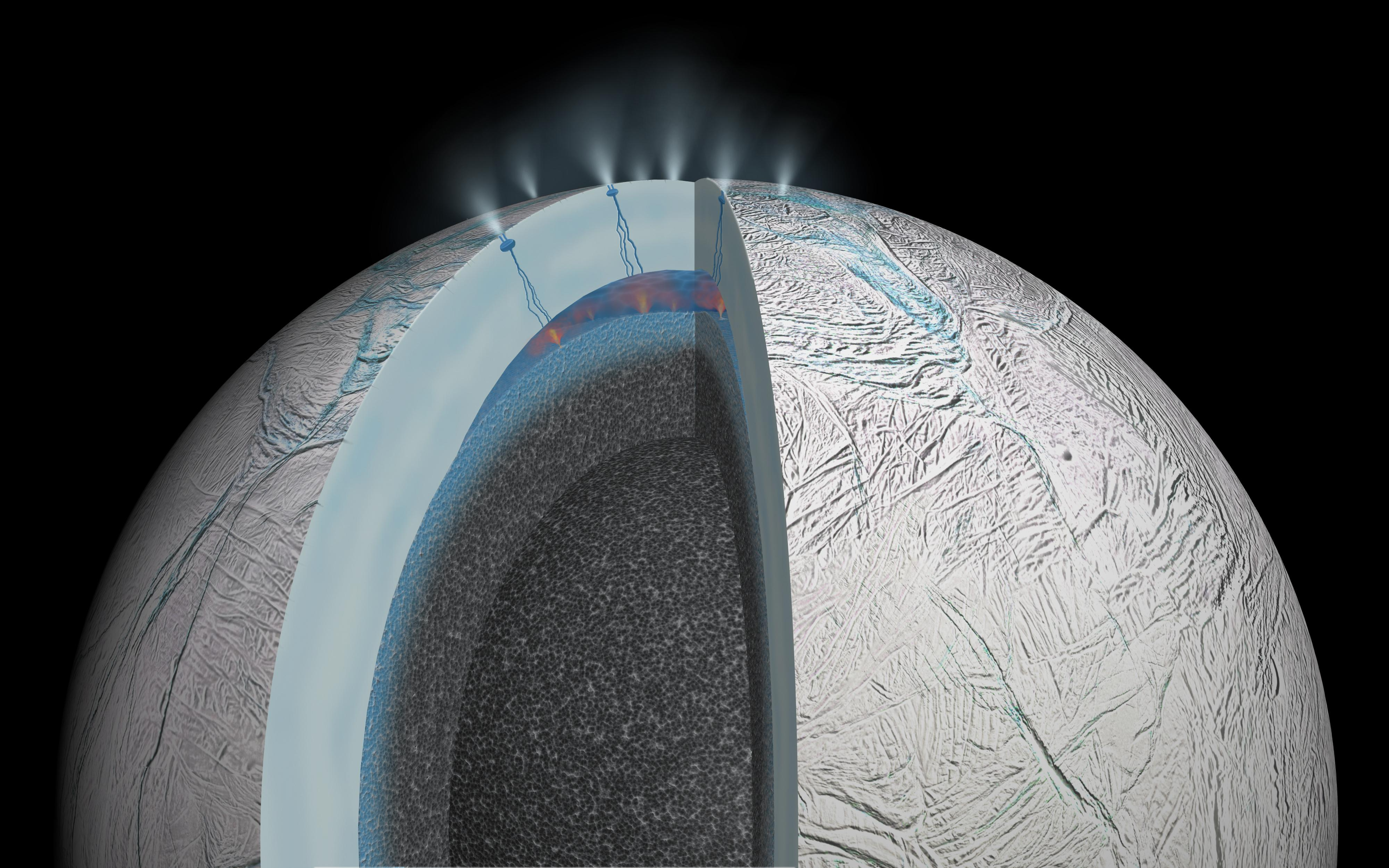
Impresie artistică a posibilei activități hidrotermale pe fundul oceanului lui Enceladus

Pe 13 aprilie 2017, NASA a anunțat descoperirea unei posibile activități hidrotermale pe fundul oceanului subteran al lui Enceladus. În 2015, sonda Cassini a făcut un zbor apropiat de polul sud al lui Enceladus, zburând la 48,3 km (30,0 mi) de suprafață, precum și printr-o pană în acest proces. Un spectrometru de masă de pe sondă a detectat hidrogen molecular (H2) din pană și, după luni de analiză, s-a ajuns la concluzia că hidrogenul a fost cel mai probabil rezultatul activității hidrotermale de sub suprafață. S-a speculat că o astfel de activitate ar putea fi o potențială oază de locuibilitate.
Prezența hidrogenului amplu în oceanul lui Enceladus înseamnă că microbii – dacă există acolo – l-ar putea folosi pentru a obține energie prin combinarea hidrogenului cu dioxidul de carbon dizolvat în apă. Reacția chimică este cunoscută sub numele de „metanogeneză” deoarece produce metan ca produs secundar și se află la rădăcina arborelui vieții de pe Pământ, locul de naștere al tuturor formelor de viață cunoscute.

## Explorare

### MisiunileVoyager
Cele două nave spațiale Voyager au făcut primele imagini în prim-plan ale lui Enceladus. Voyager 1 a fost primul care a zburat pe lângă Enceladus, la o distanță de 202.000 km pe 12 noiembrie 1980. Imaginile obținute de la această distanță au avut o rezoluție spațială foarte slabă, dar au dezvăluit o suprafață foarte reflectorizantă, lipsită de cratere, indicând o suprafață tânără. Voyager 1 a confirmat, de asemenea, că Enceladus a fost încorporat în partea cea mai densă a inelului E difuz al lui Saturn. În combinație cu aspectul aparent tânăr al suprafeței, oamenii de știință de la Voyager au sugerat că inelul E consta din particule aruncate de pe suprafața lui Enceladus.
Voyager 2 a trecut mai aproape de Enceladus (87.010 km) pe 26 august 1981, permițând obținerea de imagini cu rezoluție mai mare. Aceste imagini au arătat o suprafață tânără. Ele au dezvăluit, de asemenea, o suprafață cu diferite regiuni cu vârste de suprafață foarte diferite, cu o regiune nordică de latitudine mijlocie până la mare foarte craterizată și o regiune ușor craterizată mai aproape de ecuator. Această diversitate geologică contrastează cu suprafața antică, puternic craterizată, a lui Mimas, un alt satelit al lui Saturn puțin mai mic decât Enceladus. Terenurile tinere din punct de vedere geologic au reprezentat o mare surpriză pentru comunitatea științifică, deoarece nicio teorie nu a putut prezice atunci că un corp ceresc atât de mic (și rece, în comparație cu satelitul foarte activ al lui Jupiter, Io) ar putea prezenta semne ale unei astfel de activități.

### Cassini

Model 3D animat al navei spațiale Cassini–Huygens

Răspunsurile la multe mistere rămase ale lui Enceladus au trebuit să aștepte până la sosirea sondei spațiale Cassini pe 1 iulie 2004, când a intrat pe orbită în jurul lui Saturn. Având în vedere rezultatele din imaginile Voyager 2, Enceladus a fost considerat o țintă prioritară de către planificatorii misiunii Cassini și au fost planificate mai multe zboruri la mai puțin de 1.500 km de suprafață, precum și numeroase oportunități „nețintite” la distanțe de mai puțin de 100.000 km de Enceladus. Zborurile au furnizat informații semnificative despre suprafața lui Enceladus, precum și despre descoperirea vaporilor de apă cu urme de hidrocarburi simple care ies din regiunea polară sudică activă din punct de vedere geologic. Aceste descoperiri au determinat ajustarea planului de zbor al lui Cassini pentru a permite zboruri mai apropiate ale lui Enceladus, inclusiv o apropiere din martie 2008 care l-a dus la 48 km de suprafață. Misiunea extinsă a lui Cassini a inclus șapte zboruri apropiate ale lui Enceladus între iulie 2008 și iulie 2010, inclusiv două treceri la doar 50 km în a doua jumătate a anului 2008. Cassini a efectuat un zbor pe 28 octombrie 2015, trecând până la 49 km (30 mi) și printr-o pană. Confirmarea hidrogenului molecular (H2) ar fi o linie independentă de dovezi că activitatea hidrotermală are loc pe fundul mării lui Enceladus, crescând locuibilitatea acestuia.
Cassini a oferit dovezi puternice că Enceladus are un ocean cu o sursă de energie, nutrienți și molecule organice, făcând din Enceladus unul dintre cele mai bune locuri pentru studiul mediilor potențial locuibile pentru viața extraterestră. În contrast, apa despre care se crede că se află pe satelitul Europa al lui Jupiter se află sub un strat mult mai gros de gheață.

### Concepte de misiuni propuse
Descoperirile pe care Cassini le-a făcut la Enceladus au determinat studii asupra conceptelor misiunilor ulterioare, inclusiv o sondă de zbor (Journey to Enceladus and Titan sau JET) pentru a analiza conținutul penelor in situ, o sondă de aterizare de către Centrul Aerospațial German pentru a studia potențialul de locuibilitate al oceanului subteran al cestuia (Enceladus Explorer) și două concepte de misiune orientate spre astrobiologie (Enceladus Life Finder și Life Investigation For Enceladus (LIFE)).
Agenția Spațială Europeană (ESA) a evaluat concepte în 2008 pentru a trimite o sondă către Enceladus într-o misiune care să fie combinată cu studiile lui Titan: Titan Saturn System Mission (TSSM). TSSM a fost o propunere comună NASA/ESA de clasă flagship pentru explorarea sateliților lui Saturn, cu accent pe Enceladus, și a concurat cu propunerea de finanțare a Europa Jupiter System Mission (EJSM). În februarie 2009, a fost anunțat că NASA/ESA a acordat prioritate misiunii EJSM înaintea lui TSSM, deși TSSM va continua să fie studiat și evaluat.
În noiembrie 2017, miliardarul rus Yuri Milner și-a exprimat interesul pentru finanțarea unei „misiune cu cost scăzut, finanțată din privat, către Enceladus, care poate fi lansată relativ curând”. În septembrie 2018, NASA și Breakthrough Initiatives, fondat de Milner, au semnat un acord de cooperare pentru faza inițială de concept a misiunii. Nava spațială ar avea un cost redus, o masă redusă și ar fi lansată cu viteză mare pe o rachetă la preț accesibil. Nava spațială ar fi direcționată să efectueze un singur zbor prin penele lui Enceladus pentru a preleva și analiza conținutul său pentru biosemnături. NASA a oferit expertiză științifică și tehnică prin diferite analize, din martie 2019 până în decembrie 2019.
În 2022, Planetary Science Decadal Survey de la Planetary Science Decadal Survey a recomandat ca NASA să acorde prioritate celui mai nou concept de sondă, Enceladus Orbilander, ca misiune de clasă flagship, alături de cele mai noi concepte pentru o misiune de returnare a mostrelor de pe Marte și Uranus Orbiter and Probe. Enceladus Orbilander ar fi lansat pe o rachetă la fel de accesibilă, dar ar costa aproximativ 5 miliarde de dolari și ar fi proiectat să reziste optsprezece luni pe orbită, inspectând penele lui Enceladus înainte de a ateriza și de a petrece doi ani pentru a efectua cercetări de astrobiologie de suprafață.
| Anul propunerii | Susținător               | Numele proiectului                                               | Status    | Referințe               |
| --------------- | ------------------------ | ---------------------------------------------------------------- | --------- | ----------------------- |
| 2006            | GSFC NASA Academy        | Studiul EAGLE                                                    | Anulat    | [ 245 ]                 |
| 2006            | NASA                     | Studiul „Titan and Enceladus $1B Mission Feasibility”            | Anulat    | [ 246 ] [ 247 ]         |
| 2007            | NASA                     | Studiul „Enceladus Flagship”                                     | Anulat    | [ 247 ]                 |
| 2007            | ESA                      | Titan and Enceladus Mission (TandEM)                             | Anulat    | [ 248 ]                 |
| 2007            | NASA JPL                 | Studiul Enceladus RMA                                            | Anulat    | [ 249 ]                 |
| 2008            | NASA/ESA                 | TandEM a devenit Titan Saturn System Mission (TSSM)              | Anulat    | [ 248 ]                 |
| 2010            | PSDS Decadal Survey      | Enceladus Orbiter                                                | Anulat    | [ 250 ]                 |
| 2011            | NASA JPL                 | Journey to Enceladus and Titan (JET)                             | În studiu | [ 251 ]                 |
| 2012            | DLR                      | Modulul de aterizare Enceladus Explorer (EnEx), folosind IceMole | În studiu | [ 252 ]                 |
| 2012            | NASA JPL                 | Life Investigation For Enceladus (LIFE)                          | Anulat    | [ 253 ] [ 254 ] [ 255 ] |
| 2015            | NASA JPL                 | Enceladus Life Finder (ELF)                                      | În studiu | [ 256 ]                 |
| 2017            | ESA/NASA                 | Explorer of Enceladus and Titan (E2T)                            | În studiu | [ 257 ]                 |
| 2017            | NASA                     | Enceladus Life Signatures and Habitability (ELSAH)               | În studiu | [ 258 ] [ 259 ]         |
| 2017            | Breakthrough Initiatives | Breakthrough Enceladus mission                                   | În studiu | [ 260 ]                 |
| 2022            | PSDS Decadal Survey      | Enceladus Orbilander                                             | În studiu | [ 261 ]                 |